# 立教大学野球部
立教大学野球部（りっきょうだいがくやきゅうぶ、英: RIKKIO Baseball Club）は、東京六大学野球連盟に所属する大学野球チーム。立教大学の学生によって構成されている。日本の野球の黎明期に創部され、日本初の本格的な野球チームである新橋アスレチック倶楽部と日本初の野球場である新橋停車場内に造られた野球場で対抗戦を行うなど、日本野球の先駆となるチームである。

## 創部
- 1883年（明治16年）以前[注釈 1]

## 歴史

### 草創期、築地時代

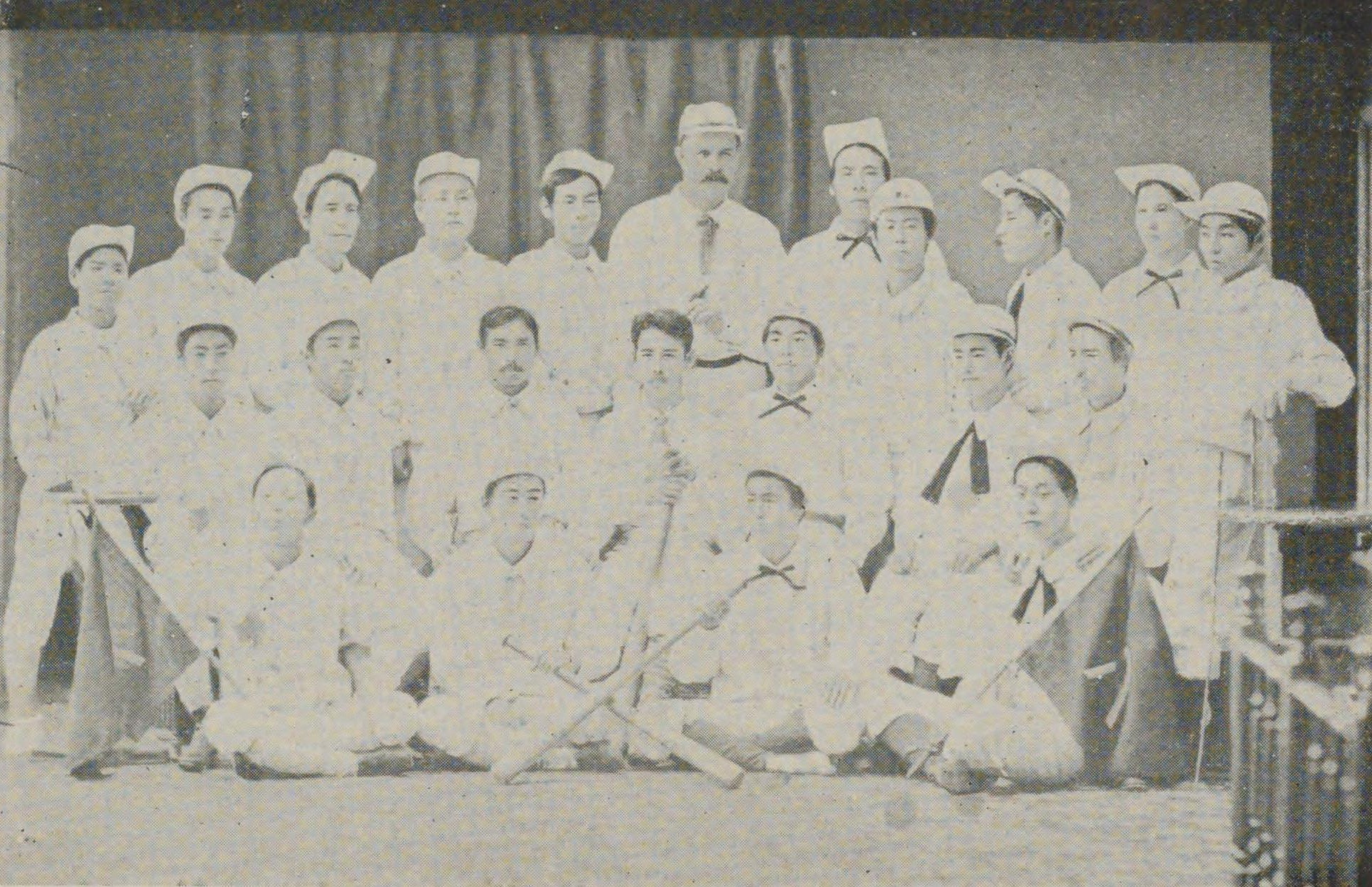
日本野球の黎明期に立教大学校と対抗戦を行った新橋アスレチック倶楽部

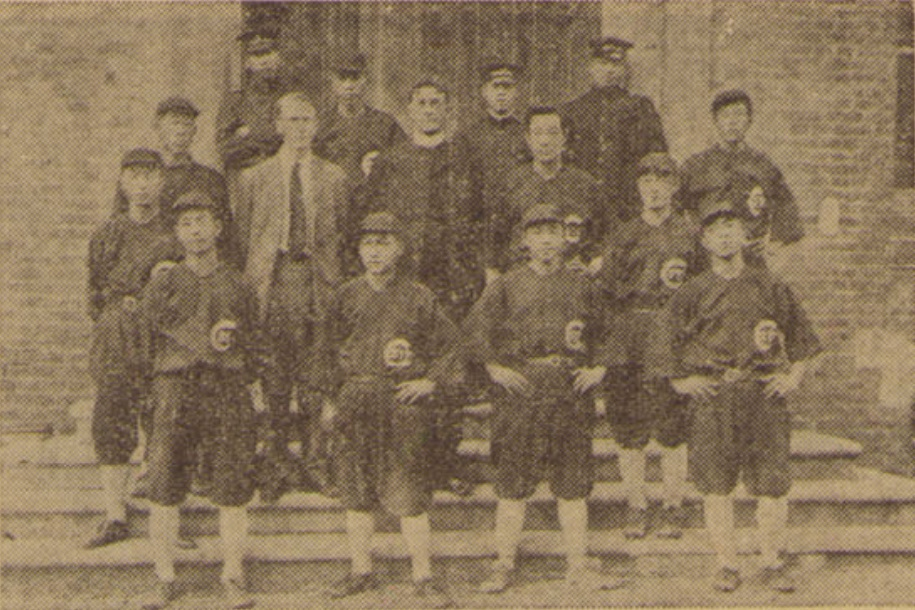
1916年（大正5年）頃の野球部（写真中央にライフスナイダー総理）

1883年（明治16年）に東京・築地で創設された米国式カレッジの立教大学校には野球チーム（組）があり、立教大学は日本の野球の率先者であった。その頃、ベースボールのチームがあったのは立教と東京英和学校（1883年に野球部創設、現・青山学院）と鉄道局（新橋アスレチック倶楽部）だけであり、東京六大学野球連盟に所属するチームの中で最も古い歴史を持つ。立教大学校卒業生の岩佐琢蔵（立教大学教授）によると、野球の試合は新橋停車場内の広場で行われ、対抗戦では優勝の栄冠に輝いた。後の立教大学教授でチャプレンも務めた山縣雄杜三も優勝チームの選手の一員として活躍したことを伝えている。
その後、野球を日本に紹介するに預って、力のあった立教大学校の野球チームであるが、選手は山縣のほかに、津田、金井、杉浦貞二郎（後の立教大学学長）、小林、河本といった顔ぶれがあり、東京一致英和学校（現・明治学院）と対抗戦を行ったといわれる。日本で先駆をなした立教の野球だが、立教大学校出身の菅沼四郎（英国チャータード銀行神戸支店秘書役）によると、毎土曜日には新橋の鉄道局に通って米国人から直伝を受けたといい、未だ第一高等学校（一高）などが存在していない古い時代に既に英和学校（現・明治学院）などと対抗戦を行っていたことを伝えている。野球のほかテニスなども日本で知られていない時代に、校庭に縄を張って競技していたという。後に学長となった杉浦貞二郎は、昭和初期の校友会員名簿に草創期の立教の野球についての回想録を面白く綴ったという。
1887年（明治20年）9月には、立教大学校と同じく米国聖公会の拠点であった築地において聖路加国際病院の基礎を築いたフランク・ハレルが、仙台の第二高等中学校（後の仙台二高、現・東北大学）の教師に就任すると、ハレルは野球用具を持ち込み、学生たちに野球を教え、これが仙台の野球の発祥となった。ハレルに仙台野球の1期生として野球を教わった学生には、高山樗牛（文豪）、井上準之助（大蔵大臣）、一力健治郎（河北新報社創業者）らがいた。
1890年（明治23年）10月に、立教大学校が立教学校（第2次）へ改組されるが、1892年-93年（明治25年-26年）頃から野球が行われ、攻玉社や錦城学校、慶應義塾などとも対戦していた。この草創期の野球チームで木村重治（後の学長）も投手として活躍し、日比谷原頭で明治学院などと試合を行った。
その後、日本の野球は旧制中学校野球が中心となる時代となり、さらに1898年-99年（明治31年-32年）頃になると、第一高等学校（一高）が学生野球の覇権を握る時代となった。立教においても、1896年（明治29年）4月に立教学校（第2次）を廃して、立教専修学校（3年制）と立教尋常中学校（5年制）が設置されると、その後、旧制立教中学校に入学した浅沼誉夫（後の早稲田大学野球部第9代主将、東京六大学野球初代首位打者）が中学校に野球部を創設する。当時はリーグ戦がなく、旧制立教中学のチームも他のチームに試合を申し込んだり、逆に申し込まれたりする中で試合を行った。旧制立教中学の草分け時代の中心選手に、滝本豊之輔（1902年・明治35年立教中卒）がおり、試合となれば厳父以下一家総出で応援したという。
1903年（明治36年）には運動場が狭いとの理由で野球部は一時廃止されたが、有志らは「築地野球俱楽部」と称して月島や越中島などで練習を続けた。
1907年（明治40年）には築地に立教大学（旧制専門学校）が設立され、旧制立教中学で野球部に入っていた岡野正司（再興後の野球部第1回OB、1912年・明治45年商科卒、元校友会長）が、1908年（明治41年）に立教大学の2期生として入学し、好きな同志が集まって野球部を再興した。吉田久吉（1913年・大正2年卒）もその一人だった。当時、設立されたばかりの立教大学には5、60人の学生しかおらず、岡野が所属した商科はたった7名で、野球をする人数を集めるのが一苦労だった。そのため、500人以上の生徒がいた旧制立教中学から選手を借りて活動を行った。当時青年教授で聖公会の司祭でもあったハーバート・ロイド（立教学院元総理のアーサー・ロイドとは無関係）が、出来立ての大学野球部のコーチを務めたが、ロイドはヴァージニア大学時代に投手で、遊撃手でもあったことから、主として技術的な指導を行った。ロイドは、在京外国人チームにも所属し、シカゴ大学出身のブレースとともに猛打者としても活躍していた。当時は築地の校庭が、唯一の練習場になっていたが、あまりにも狭く校舎もあり、バッティング練習が十分できないことから、ロイドはバッティングケージを考案して、自費で造った。また、ロイドのおかげで、他校よりもインサイド・ワークのベースボールが進化し、外野からワンバウンドでバックホームする方法や、投手が一塁走者の前を横切って一塁手をバックアップする方法は立教の秘技だったという。その頃、立教とよく試合をしたのは、青山学院、明治学院であったが、あまり戦績はよくなかったという。ロイドは、このように立教大学野球部が再興される以前から旧制立教中学での野球を主導し、ロイドの下で旧制立教中学は活発な活動を始めており、前述の浅沼誉夫や森田潔（後の明治大学野球部員）らもロイドの指導を受けた教え子であった。また、ロイドの指導を受けた旧制立教中学卒業生の南条英敏、山下衝がやがて立教大学野球部の中心選手となった。
1909年（明治42年）に野球部が大学当局から公認された後も、部員集めには苦労し、引き続き旧制立教中学の選手を借りることもあったという。

### 築地から池袋へ

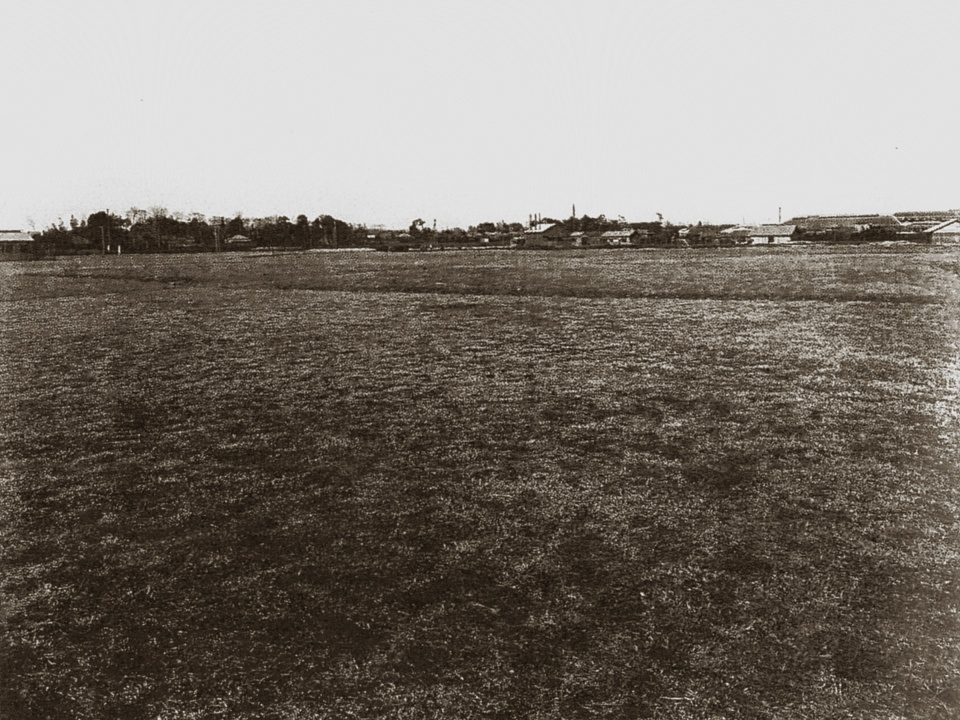
立教大学移転前の池袋校地（1916年）
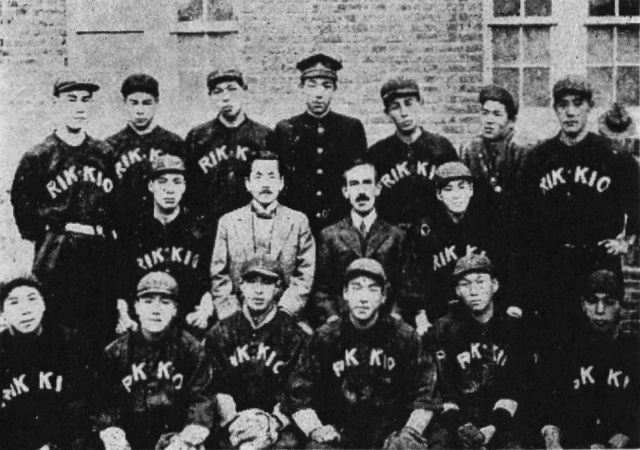
1920年頃の野球部
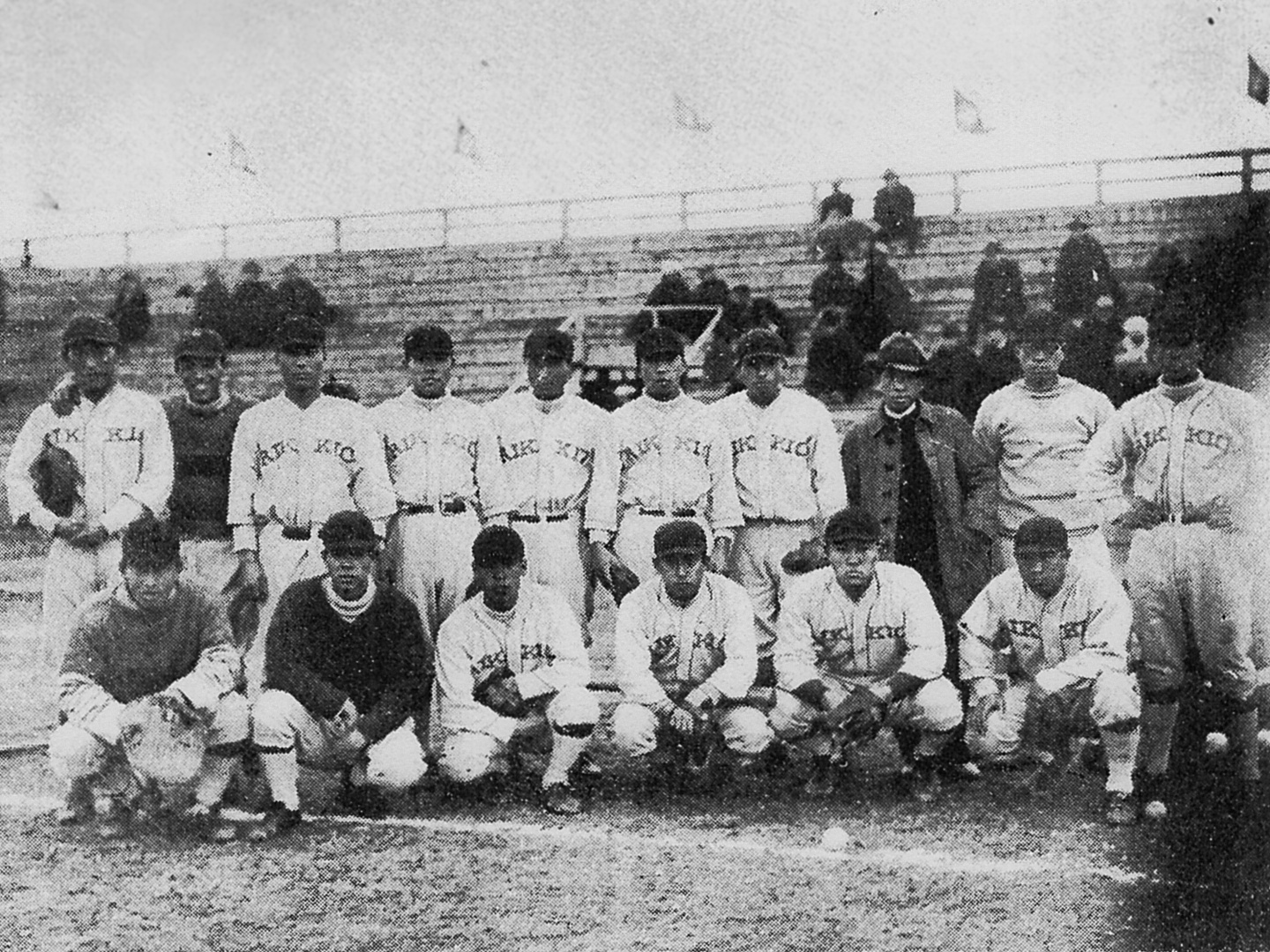
1926年度の野球部

1910年（明治43年）に大学移転用地として池袋の土地（1万7千坪）が購入されると、築地の狭いグラウンドに飽き飽きしていた野球部員たちは、早速野球道具一式を手にして出掛けた。野球部員は石材屋でローラーを作ってもらって地ならしを行い、練習場にした。しかし、翌日練習場にいくとローラーが地面にめり込み引き出すのに苦労したという。当時、商科の齋藤が一塁、岡野正司（元校友会長）が二塁を務め、藤井隆太郎（後の萬朝報記者、立教大学新聞学会顧問、校友会幹事）は当初ピッチャーだったが成績が振るわず、センターを務めた。各ポジションの役割も出来て、後に池袋第五小学校になったあたりの百姓家を借りて盛んに練習を行った。その頃の池袋といったら、とても淋しい場所で、豊島師範学校以外は何もなく、大学グラウンド付近には気の利いた大家というものもなく、道さえもなかった。後に運動場となった近くに地ならしをしてもらって、第一に他流試合をしたのが東京電燈だった。これは商科出身の鈴木が入社していたことから、鈴木を通じて申し込んだものだった。試合は先ずは立教軍が勝ち、選手たちは鼻高々と帰りの道中天ぷら屋の「天國」（1885年／明治18年創業）で天丼を平らげ、築地に凱旋した。

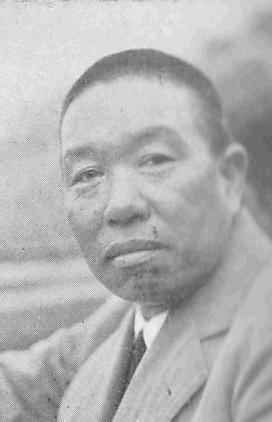
飛田穂洲（野球部中興の祖、早稲田大学野球部監督）
ポール・ラッシュを同僚の山下勝（野球部OB）と支え、戦争で中断していた夏の甲子園大会を終戦翌年に復活。

1918年（大正7年）に立教大学が池袋に移転したことにより専用グラウンドも整備され、早稲田野球部監督だった飛田穂洲の指導を受けながらチーム力を上げ、1921年（大正10年）4月に東京六大学野球連盟の前身である四大学野球連盟（当時）に加入した。飛田に影響を受けた二神武（後の第1回都市対抗野球優勝メンバー）ら野球部員の加盟提案もあり、飛田の尽力の下で加入に至った。
| 「                                                      | 立教ティームが池袋に呱々の声を挙げた時、私は懇望されて同ティームをコーチし、その後立教が整頓してからでも、常に相談に預り、立教がリーグに加盟する場合にも尽力するなど、私と立教ティームとはかなり古い関係があつた。 | 」 |
| —飛田穂洲（『熱球三十年』 中央公論社,1934年,376頁より） | |    |

野球部が池袋に移転し、専用グラウンドが整備された後の初代野球部長には、杉浦貞二郎（後の立教大学学長）が就任し、主将は福島五十九、副将に広瀬（改・小林）権六、マネージャーに山下衝という陣容であった。当初、秋シーズンに各加盟校と1回だけ試合が許され、次の春から正規の試合日程に加わることとなったが、最初の秋シーズンに向け、その夏、先輩で北海道で鉱山業を経営していた坂敏夫の好意で北海道の赤平で合宿を組んだ。合宿の練習会議で、コーチとして同行した前投手の山本茂以下14名は以下の誓約文に署名した。
| 「                                                                 | 吾等立教大学野球部員たる者は、皆協力一致して、当野球部の基礎の建設のために最大の努力を致し、しこうして大学選手たるの体面を重んじ、部員たる本分を全うすべし。 | 」 |
| —誓約文（『立教大学新聞第244号』 立教大学新聞学会,1966年,8面より） | |    |

最初の秋シーズンには、早稲田、慶應とは試合をせず、明治、法政とは2対0で敗れたが、法政に2勝し、1922年（大正11年）春から四大学野球連盟に正式加盟となり、五大学リーグとなった。この1922年（大正11年）5月7日の春リーグで早稲田を9対7で破り、球史を飾ることになるが、バッテリーは右腕投手の竹中二郎と捕手の太田清一郎であった。同秋にも慶應を破って徐々に注目をひくようになった。この竹中・太田時代は、早稲田からよく金星を奪った。

### 米国プロチームとの国際試合
1921年（大正10年）10月16日には、アメリカから来日したプロ野球チームの『シャーマン・インディアンズ』（Sherman Indians）と東京・芝浦球場で試合を行った。試合は1－2で敗戦となった。シャーマン・インディアンズは同年10月28日には、早稲田大学野球部とも試合を行った。このチームは、アメリカで日系人のプロ野球チーム『JBBA』（Japanese Base Ball Association／日本野球協会）を造ったパイオニアである税所篤義が、プロモーターとして日本に招いたチームで、1905年（明治38年）に早稲田大学野球部が初めて渡米した際に、橋戸信や河野安通志らを相手に試合をしたことのあるチームであった。1900年代初頭のアメリカでは、現在に続くメジャーリーグベースボールとは別に、各地を旅しながら興行するプロ野球チームが数多くあり、そうしたチームの一つでもあった。

### 六大学野球での初優勝

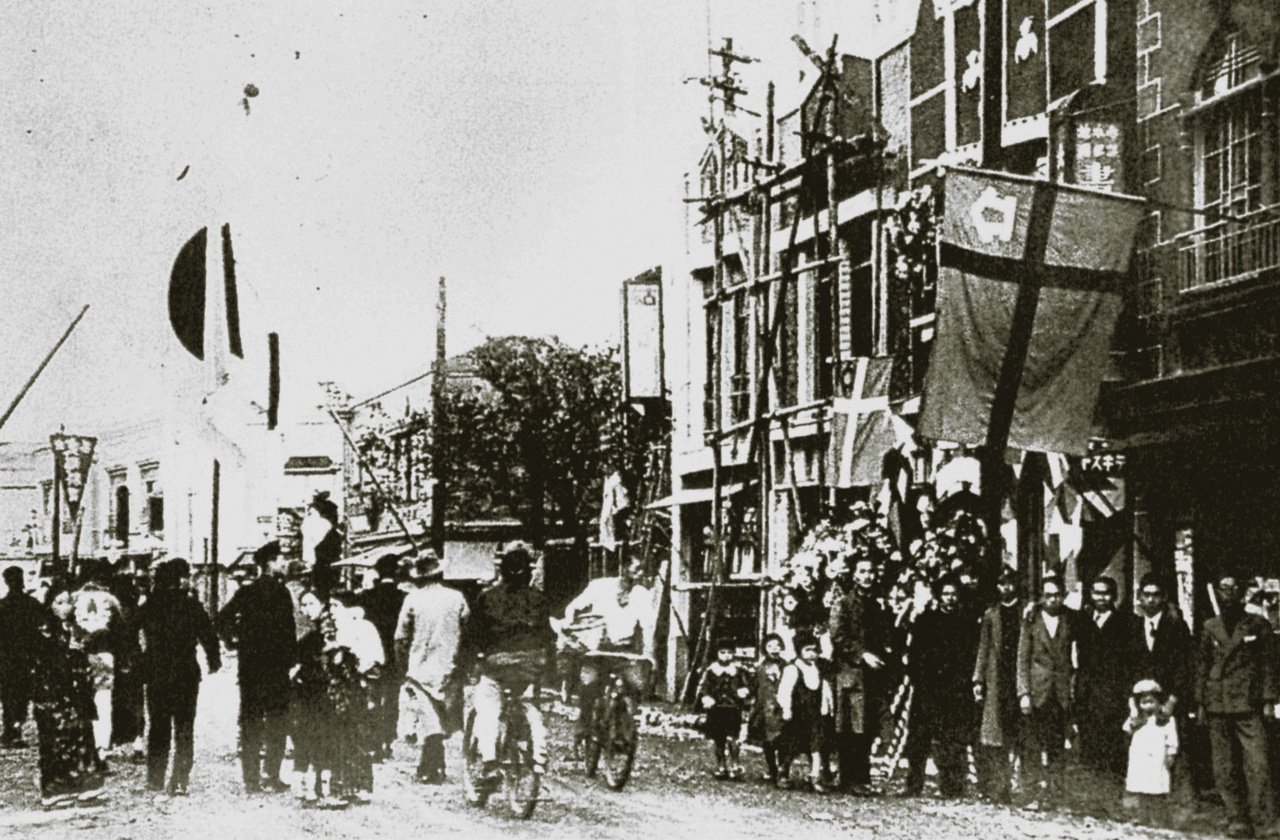
六大学野球での立教大学初優勝を祝う商店街（1931年）

立教大学野球部はその後、五大学時代から通して優勝できずにいたが、1931年（昭和6年）秋季に、菊谷正一・辻猛（のち4連覇時の監督）の両投手の活躍により悲願の初優勝を遂げる。この時、大学近くの喫茶横丁の各店では優勝記念の飲み放題サービスが行われたが、当時、近隣の喫茶店では、交番あたりにあった「岸野」が古くから営業していたが、1930年（昭和5年）頃、その近くに音楽喫茶のニュー・フェイスとして「すみれ」が開店し、たちまち喫茶横丁と呼ばれるほど発展していた。その頃の野球部は、名投手の片田宜道を始め、菊谷、辻のほか、縄岡、山城らの逸材を擁して勃興期にあった。

初優勝の翌年（1932年／昭和7年）には約3か月間の米国遠征を行った。この遠征は、選手たちからの強い要望もあり、ポール・ラッシュ教授と大学体育主事であったジョージ・マーシャル教授が企画したものであった。選手たちは野球部長の久保田正次（立教大学教授）とマーシャルとともに米国各地を回り、ワシントン大学、シカゴ大学、オハイオ大学、イェール大学、スタンフォード大学などと対戦した。立教大学の姉妹校であるコロンビア大学との試合も予定されていたが、連絡の行き違いで試合は行われなかった。対戦の中で特に、アイビーリーグの優勝校であるイェール大学との対戦では、8－1で勝利するなどの戦績も収めた。この大学最強チームに大勝したことが、ニューヨーク・タイムズのスポーツ欄に掲載されたことから、野球部が次述のニューヨーク入りした際には評判となっていた。遠征のハイライトであるニューヨークでは、ヤンキースとセントルイス・カージナルスの試合を観戦した後、ベーブ・ルースやルー・ゲーリックらも出席して歓迎会が開催され、スポーツを通じ日本とアメリカの友好関係を深めた。1931年（昭和6年）には読売新聞社主催で全米選抜チームを日本に招待して日米野球が開催されたが、日本第1戦は、立教大学との神宮球場での対戦であった。この時、ルー・ゲーリックも選抜チームのメンバーとして来日しており、野球部が1932年（昭和7年）に米国遠征した時には既に顔なじみであった。
ポール・ラッシュは日本で多くのスポーツ振興を行い、戦争で中断していた高校野球夏の甲子園大会を終戦翌年に復活開催させている。この時、大会の主催となった朝日新聞社側では、記者を務める飛田穂洲（野球部育ての親）と山下勝（野球部OB）がラッシュを支え開催に尽力した。

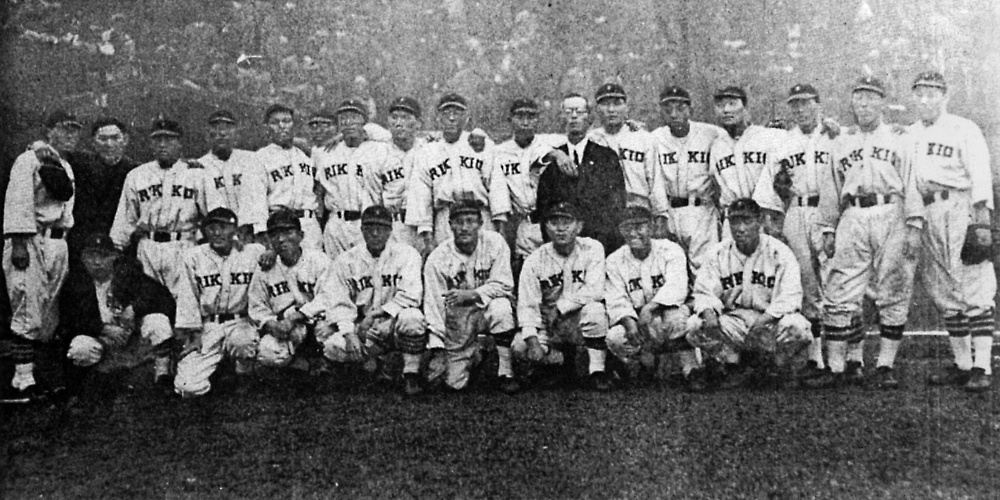
1931年秋の野球部
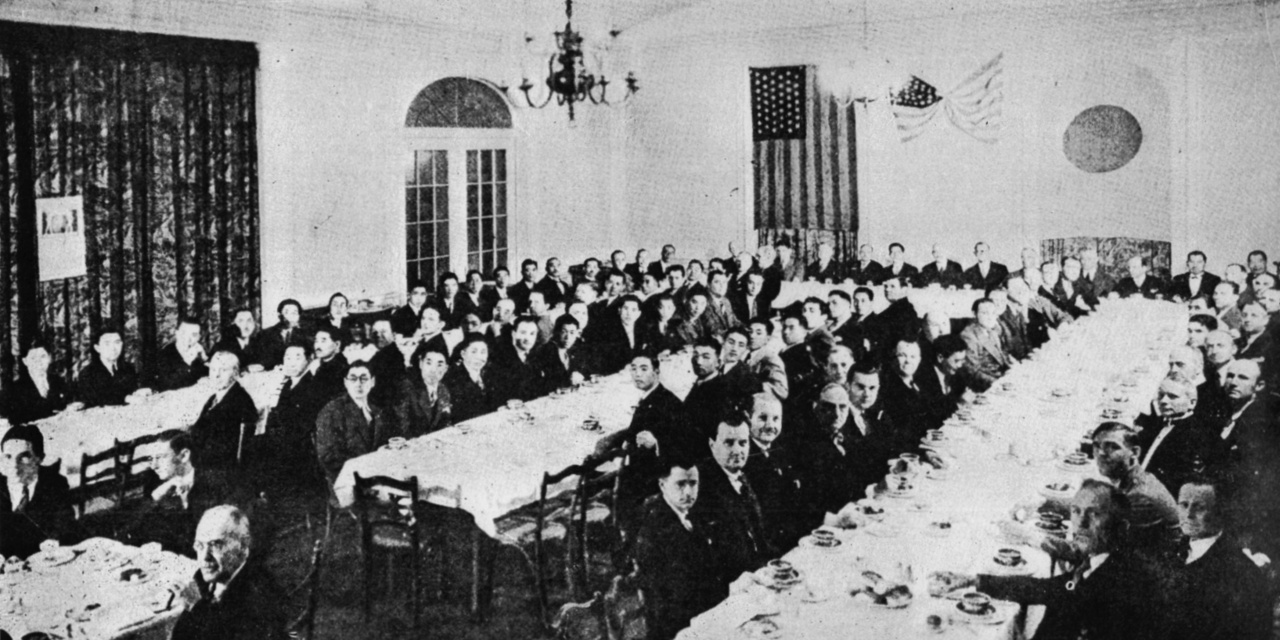
ニューヨークのタウンホールで行われた立教大学野球部の歓迎会（1932年5月11日、中央テーブル奥にベーブ・ルースとルー・ゲーリッグの姿が見える）

年間1シーズン制だった1933年（昭和8年）には菊谷の好投に加えルーキー景浦將（零代ミスタータイガース）の猛打が加わり2度目の優勝を果たす。この2回の優勝は監督を置かず部員たちによる自主運営で勝ち取った栄冠であり、こうした例は（六大学では）その後1例しかないことからも特筆される。この当時、景浦とともに坪内道典（野球殿堂入り）、清原初男、成田喜世治（青森商業出身）らが主力として活躍した。東京大学野球部で捕手を務めた緑川大二郎によると「景浦は王貞治や長嶋茂雄に比すべき、あるいはそれ以上の素質を持った強打者であり、スイングしたときのうねりが後年も緑川の耳に残ったと語り、その後タイガースに入団して巨人の沢村栄治との対決は戦後の村山実―長嶋茂雄の対決以上のものだった」と伝えている。
1940年（昭和15年）春季には慶應・明治と3校同勝率で並んだもののプレーオフは行われず優勝預かりとなったため、戦前の優勝はこの2回のみだった。この頃、西本幸雄、山下勝（後の山下ゴム創業者・社長）、手粟井俊夫、好村三郎（後の朝日新聞社運動部長）らがプレーした。旧制灘中学校の野球部でも主力として活躍した好村は大学でも4番・エースとして活躍し、野球部初の三割打者となるとともに、野球部の主将と監督も兼務した。当時の野球部には監督がいなかったことから選手が監督を務めたが、好村に加えて1942年（昭和17年）秋からは好村から主将を引き継いだ西本も実質的な監督を務めている。
1942年を最後にリーグ戦が中止となるとユニフォームのロゴをローマ字から漢字に変えた。1943年（昭和18年）春になって、東京六大学野球リーグ戦は戦争がますます苛烈となる中、文部省からも敵性国家のスポーツである野球は自粛すべしという通達があり、リーグ戦は中止され各大学間の対抗試合に留めることとなった。対抗試合は神宮球場を使わず、各大学のグランドで試合を行ったが、立教大学野球部は負け知らずの戦績を収めた。しかしこれらは公式の記録には残っていないとされる。また、同好会としても明治や早稲田と練習試合を行うなど活動は続けていたが、1944年をもって一時休部となった。
この時の立教と早稲田の練習試合について、飛田穂洲は著書で以下の内容を伝えている。
| 「                                                  | 立教がマネーヂャーを加へて七人、早稲田はそれでも十三人を残してゐた。立教の七人に早稲田の二人を加へ、これを一ティムに編成し、早稲田と練習試合を行ったが、これこそ早立両大学が戸塚に集まってなした練習最後のものであり、その後いくばくもなく、立教の全員は動員され、早稲田も遂に六人となってしまった。 | 」 |
| —飛田穂洲（『球道半世記』 博友社,1951年,172頁より） | |    |

### 戦後

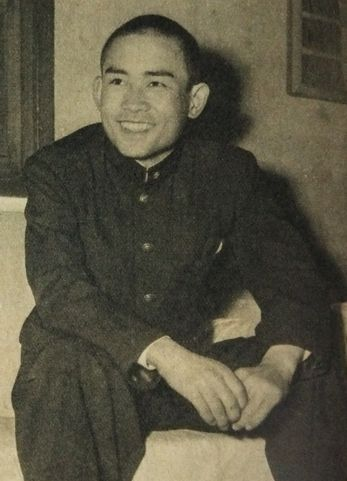
小島訓一（1953年）

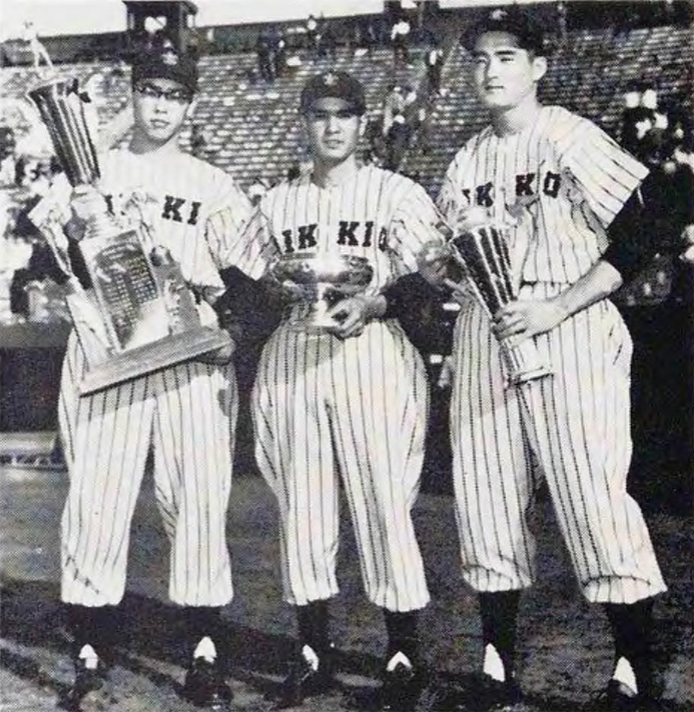
立教三羽烏（左から杉浦忠、本屋敷、長嶋茂雄）／1957年春の東京六大学リーグで優勝。

戦後、好選手は集まるものの早慶の壁は厚く、1951年春季に早慶と3校でプレーオフに臨んだものの2敗に終わり優勝できなかった。その前年に監督に就任した砂押邦信が飛田ばりの猛練習で選手を鍛え上げ、エース小島訓一ら好選手が揃った1953年春季、待望の天皇杯を手にし全日本大学野球選手権大会も制した。このとき砂押が発案した縦縞（ピン・ストライプ）のユニフォームが現在まで使用されており、これはニューヨーク・ヤンキースをモデルとしたものである。また、当時はこの縦縞のファースト・ユニフォームに加えて、試合によっては左袖に楯のマークが付いたグレー無地のセカンド・ユニフォームも公式戦で利用されていた。

砂押は1955年春季リーグ戦後、選手からの排斥運動により退陣する（後任が辻）。砂押が鍛え上げた逸材長嶋茂雄がこのころ台頭、杉浦忠・本屋敷錦吾らと「立教三羽烏」と呼ばれチームの主軸を担う。1957年、チーム初の春秋連覇を達成。春には大学日本一となった。長嶋は当時リーグ新となる通算8号ホームランを最終戦となった秋季慶應2回戦で放ち、この試合でチームは連覇を決めた。長嶋らの卒業で苦戦が予想された1958年もエース五代友和や片岡宏雄、高林恒夫らの野手陣がまとまり、春季は10戦全勝、秋季も制して1938年の明治以来となる史上2校目の4連覇を達成した。1959年秋季にも早稲田とのプレーオフに勝って優勝、この頃をもって立教の最強時代と評する人は多い。

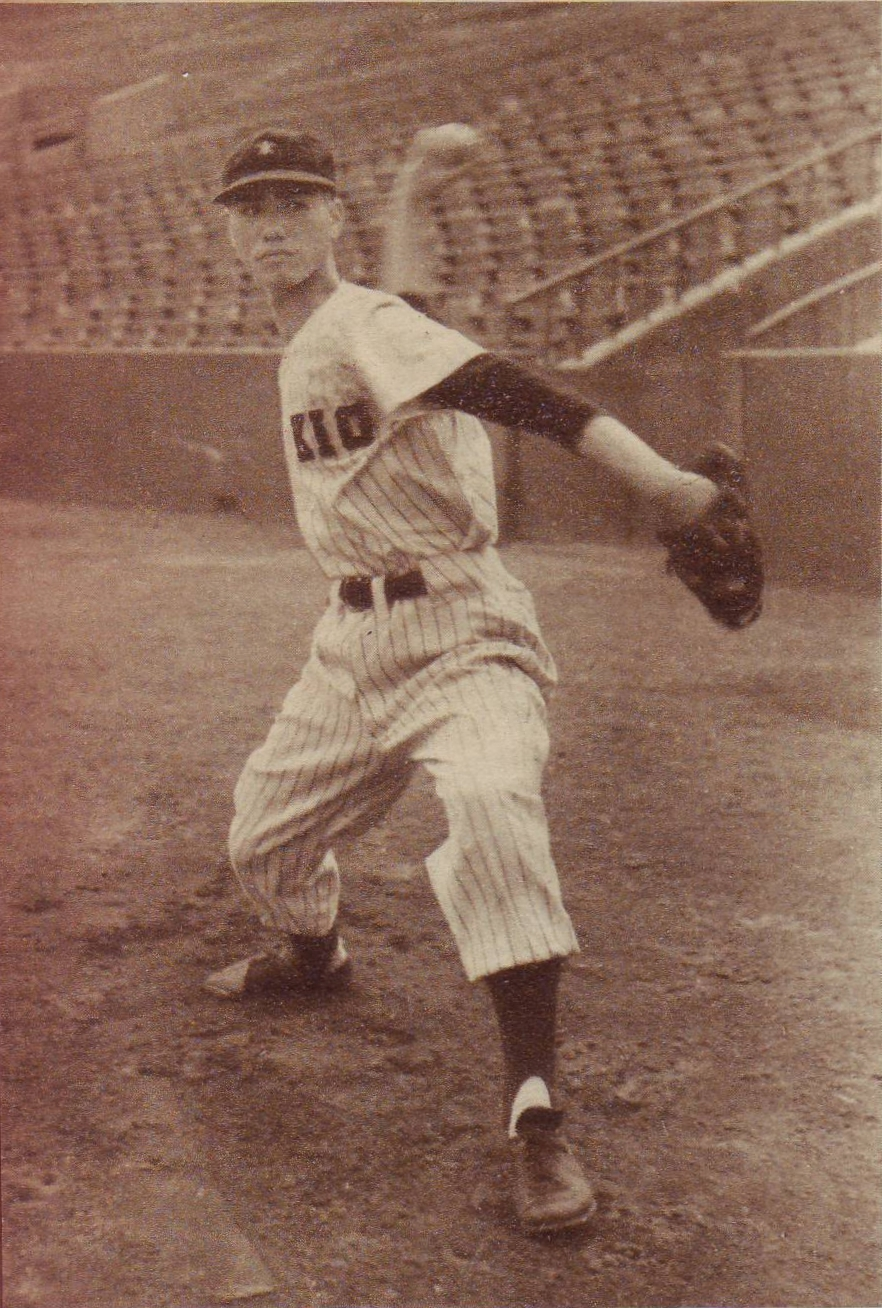
森滝義巳（1956年）／5度のリーグ優勝に貢献。後にプロ野球史上7人目の完全試合達成。

上述にある1957年の春季リーグ戦でその後の4連覇に繋がる完全優勝を決めた際には、KRテレビ（現・TBS）が出張して大学と神宮球場を結ぶ二元放送を実施し、月曜日の午後からの授業は休講となるなど、大学全体で熱の入った応援が行われた。キャンパスでは球場に行けなかった学生や、地元の年配者、近所の子供たちが、学生部前でテレビ観戦した。優勝の瞬間は大きな歓喜の輪が広がり、涙を流す者もあり、学食テレビで観戦していた学生たちも混じって勝利を称えて喜びあった。

1966年春季、三冠王 槌田誠の猛打で久しぶりの優勝を果たしたがそこから長い低迷に入ってしまう。優勝できなかった空白の時期は六大学最長の23年46シーズンと気の遠くなるような時間が流れていった。野口裕美をはじめチームの柱となる選手は現れても、チームの総力としては他校に及ばないことが多く、東大に苦杯を嘗め最下位の屈辱を味わうことも多かった。1960年代後半以降からのスポーツ推薦制度の大幅な縮小により、有力選手の獲得が困難になる等の学内事情も低迷の大きな要因になっていた。
1980年代も後半に入り、長嶋一茂・矢作公一ら人気スラッガーにくわえ、立教高校（現・立教新座高）を1985年に夏の甲子園出場に導いた黒須陽一郎・高林孝行・山口高誉らの俊英が入学してリーグ随一の長打力を誇る強力打線が完成。長嶋・矢作らが学園を出た1989年秋季、平田国久・高橋一太郎らの投手陣が打線とかみ合い、悲願の優勝を遂げた。1試合毎に観客の数が増え続け、優勝を決めた東大1回戦は立教の試合としては久しぶりに2万人の大台を超えた。翌1990年秋季も混戦のなか法政とのプレーオフに勝って秋のシーズン2連覇を果たした。
その後は再び最下位に転落するなど成績は落ち込んだが、1999年秋季、エース上野裕平に多田野数人・上重聡の両1年生投手が活躍、9年ぶりのリーグ優勝で復活を果たした。この優勝以来、最下位に落ちることはないものの2016年まで17年間優勝もなく、再び低迷期に入っていたが、これまでの歴史を見ても立教が凱歌を挙げる時は各校の実力が拮抗しリーグ戦も白熱した試合の連続となることが多かった。そして2017年春季、35シーズンぶりに優勝を果たした。
平成29年度 東京六大学野球 春季リーグ戦 優勝（5月29日 表彰式 明治神宮野球場）

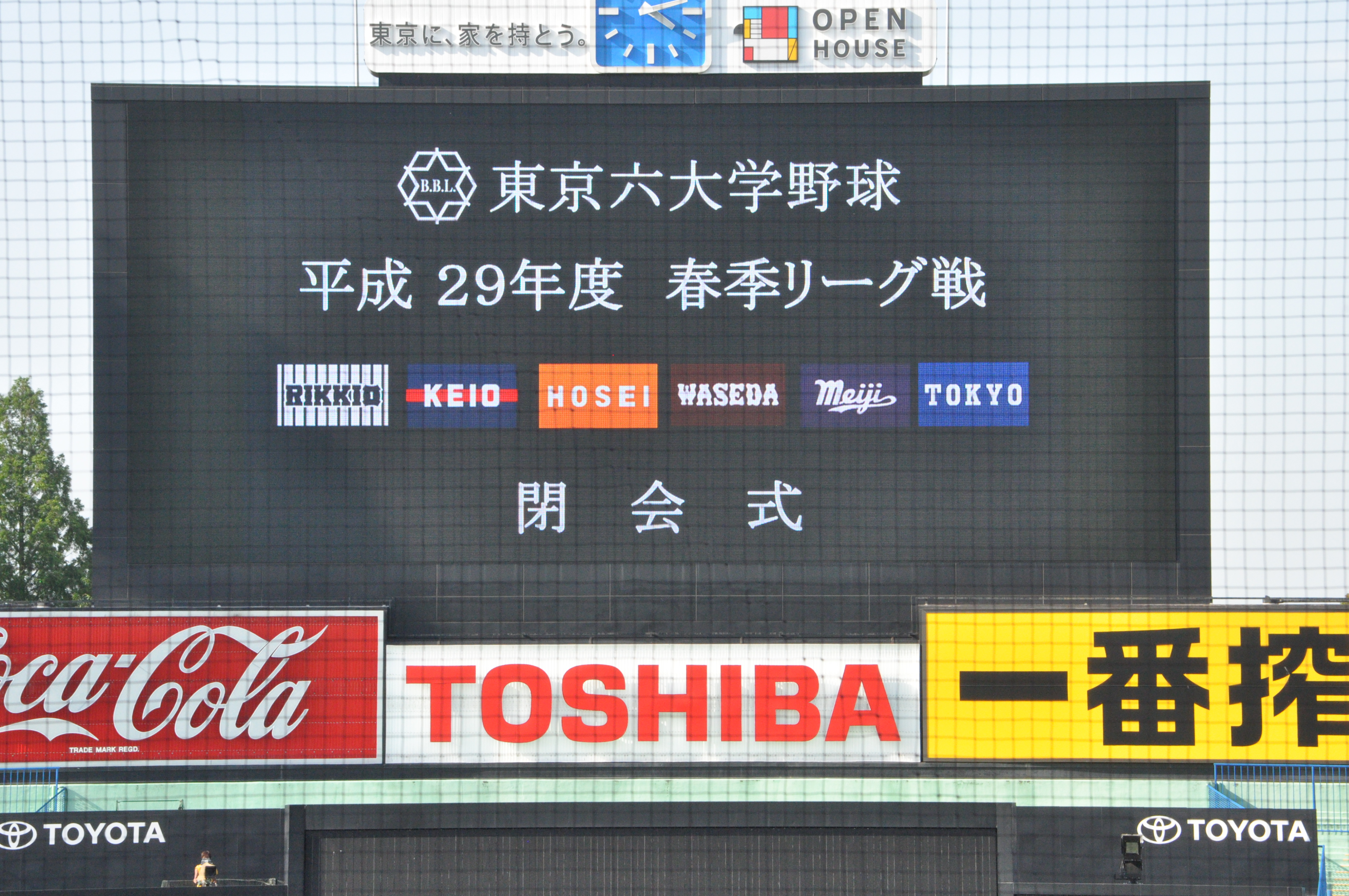
2017年春季優勝閉会式（2017年5月29日撮影）
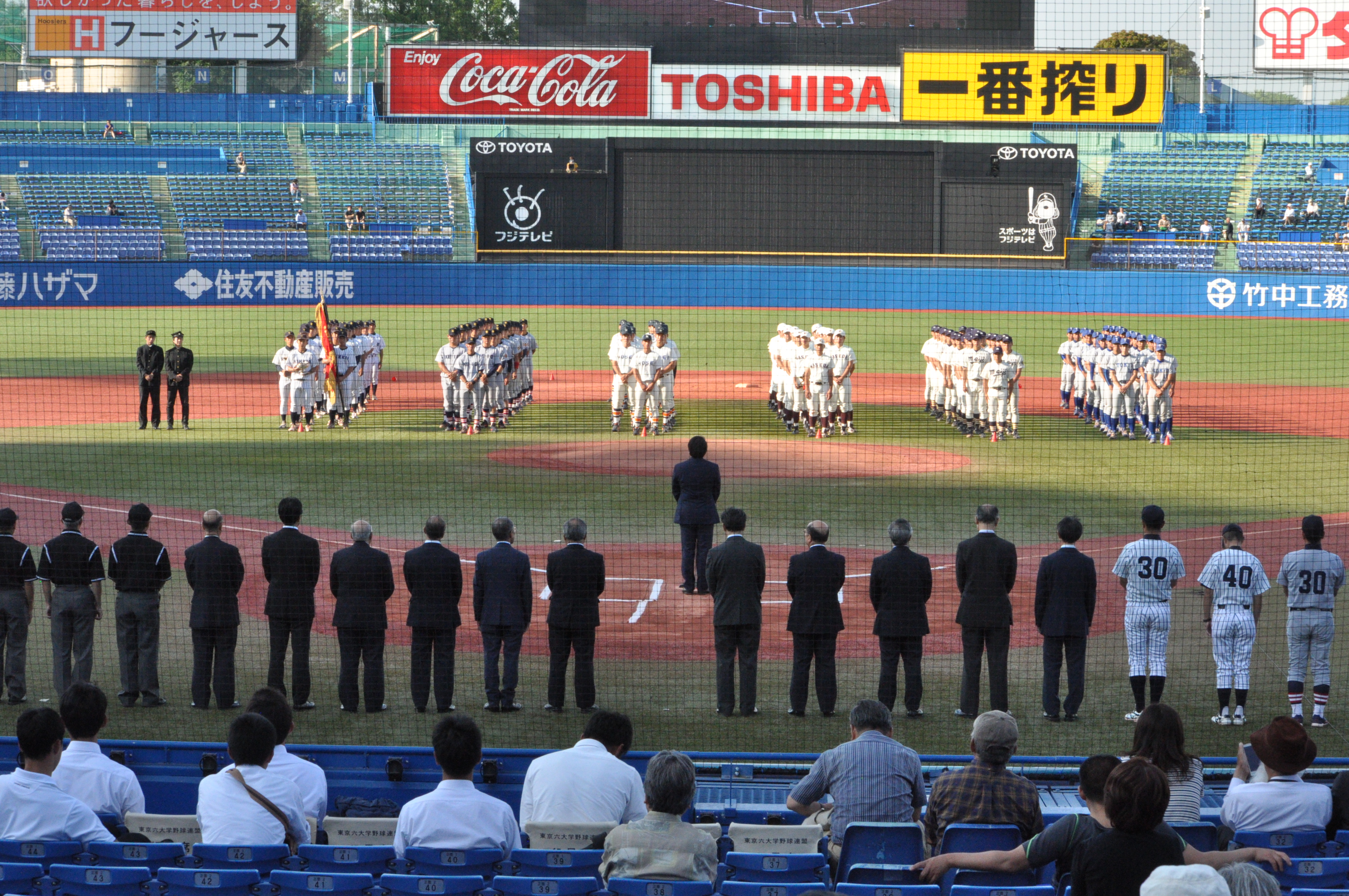
同左表彰式（2017年5月29日撮影）
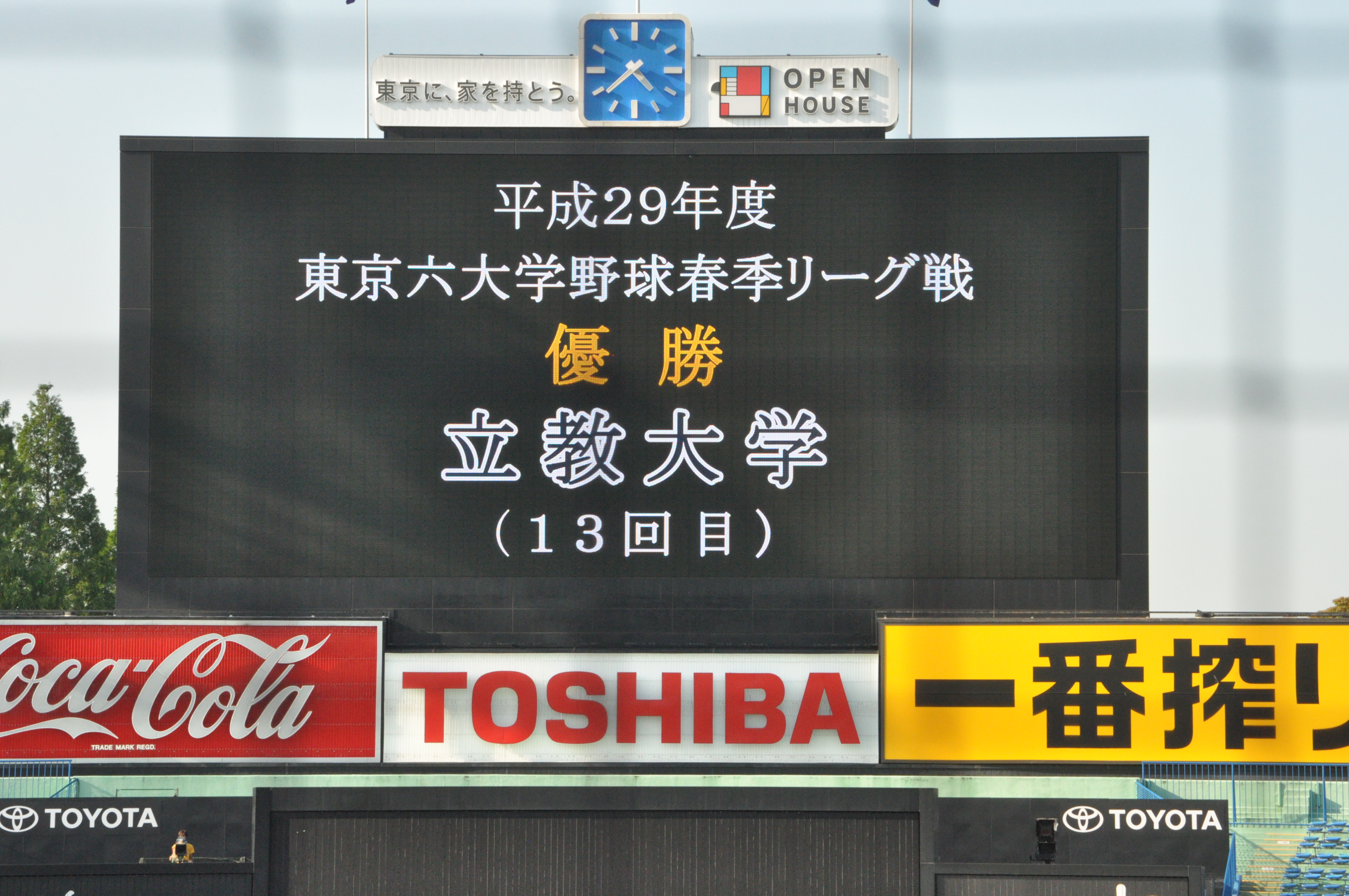
同左表彰式（2017年5月29日撮影）
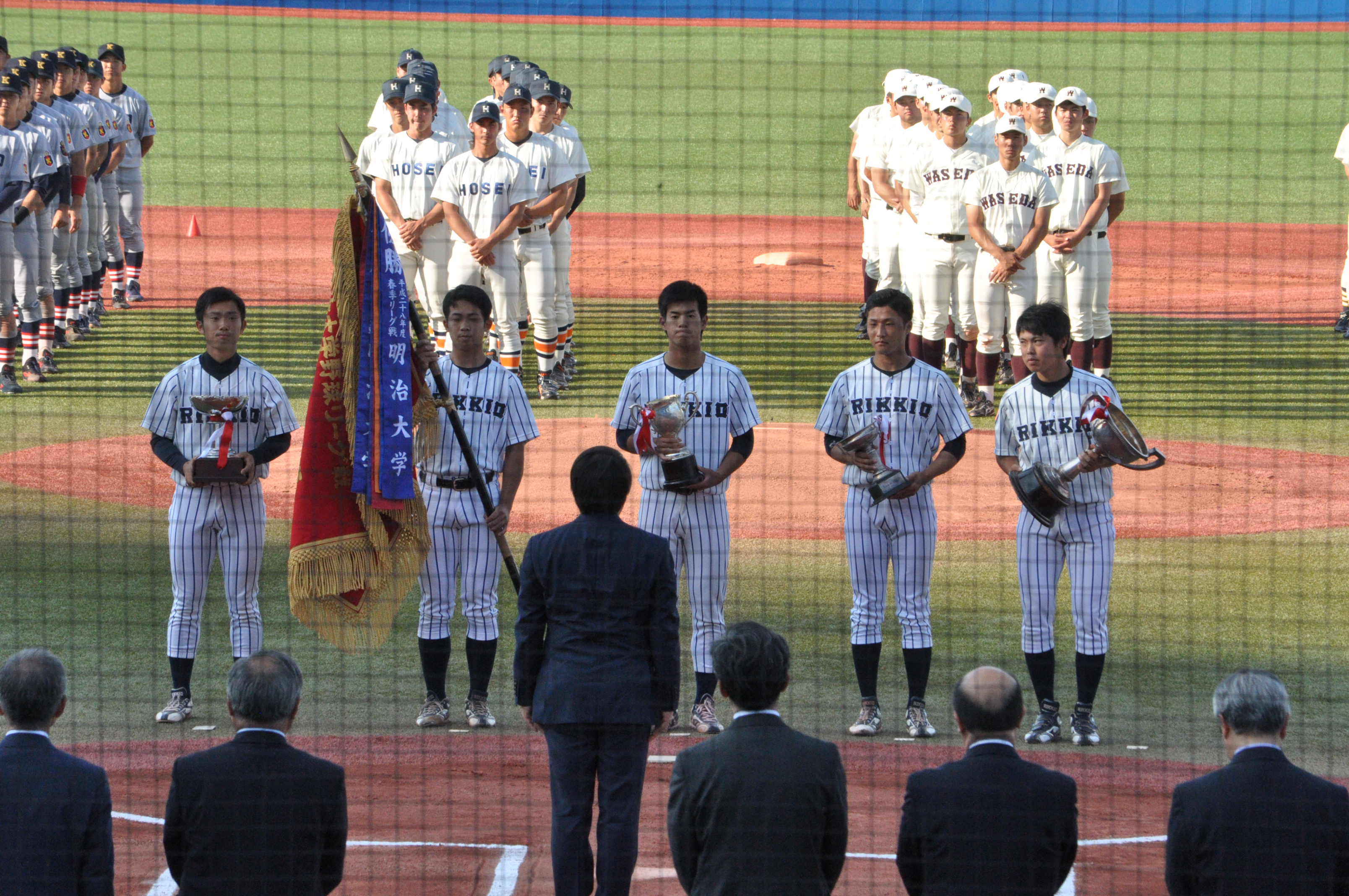
同左表彰式（2017年5月29日撮影）
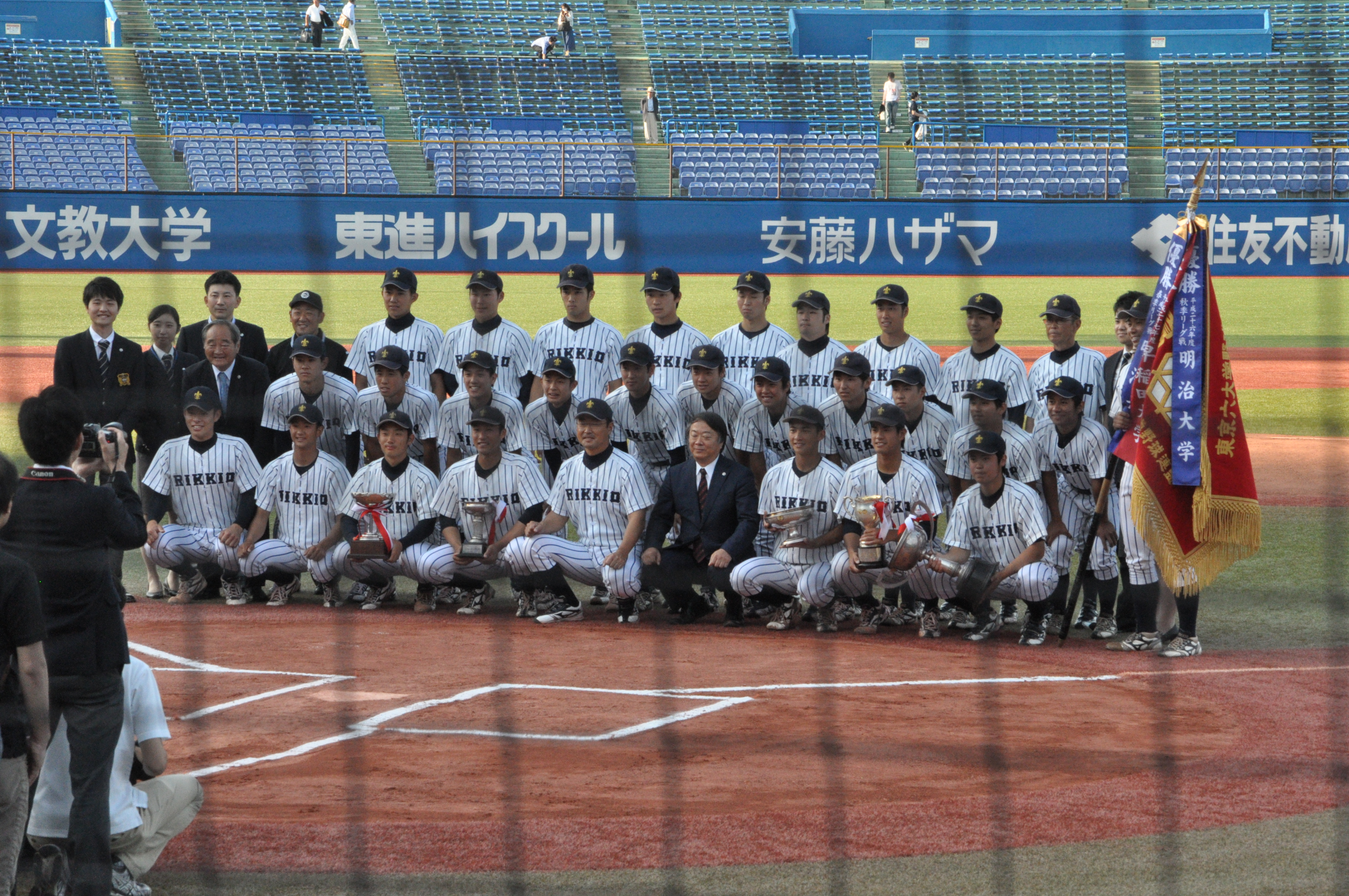
同左記念撮影（2017年5月29日撮影）

東京六大学野球リーグが100周年を迎えた2025年の春季において、山形球道が打率4割4分4厘、5本塁打、17打点で3冠王に輝き、立教の選手の3冠王として1966年春の槌田誠以来、59年ぶり2人目となる記録となった。立教の選手の首位打者としては、2020年秋の竹葉章人の獲得以来、5年ぶり。合わせて、山形のシーズン24安打は、これまでの最多であった1950年秋の篠原一豊、2011年秋の那賀裕司、2013年秋の岡部通織の23安打を超えるチーム史上最多安打となった。

## 本拠地
埼玉県新座市北野1-2-35 智徳寮
創部当初は東京市京橋区明石町にあった付属中学の校庭を使用していたが狭く、1918年に大学の池袋移転に伴いグラウンドも移転、さらに1925年には北豊島郡長崎村（現在の豊島区千早）に移転した。この東長崎グラウンドは1966年の現在地への移転まで使用され、景浦の場外弾や長嶋の猛練習など数々の逸話を生み出した。
現在のグラウンドは1966年に完成し、8,400平方メートルの人工芝を備えた野球部専用のグラウンドである。2016年に改修され、全面人工芝化、バックスクリーン張替、観覧席増改築などが行われた。人工芝は2015年3月に改修された明治神宮野球場と同じ、ハイブリッドターフExcitingが使用されている。近くには、野球部の選手たちが生活する智徳寮や、人工芝が整備された全天候型の室内練習場も置かれている。室内練習場にはトレーニングルームやブルペンも併設されている。

## ユニフォーム
現在のファースト・ユニフォームは、白地に黒のストライプに「RIKKIO」と表記されたものでニューヨーク・ヤンキースのユニフォームをモデルとしている（1953年春採用）。野球帽には、大学のシンボルであるユリの花（フルール・ド・リス）をモチーフとしたマークが付けられている。
現在の立教大学の正式英称は「RIKKYO UNIVERSITY」であるが、戦前のローマ字表記では「きょう」は「KIO」と表し、「東京」は「TOKIO」と書いた。そのため、戦前に登録した法人のローマ字表記にはこの方法が用いられ、「りっきょう」は「RIKKIO」と表記され、伝統を重んじる体育会では今もこの「RIKKIO」を使用している。
また、野球部のユニフォームの胸に「RIKKIO」の文字が入ったのは1920年（大正9年）頃で、当時のユニフォームをデザインした山下銜（1922年・大正11年卒）が、「RIKKYO」の文字をデザインしたとき、『Y』ではおさまりが悪いので『I』にしたという話もあり、野球部の公式サイトではこの説を採用している。（「RIKKIO」の謎を参照）。

## 記録
- リーグ戦（※2017年度秋季リーグ戦終了時点）

優勝:13回（戦前2回・戦後10回。最近の優勝＝2017年春季。4連覇＝1957年春季～1958年秋季。全勝優勝＝1958年春季。完全優勝=戦後3回。）
- 全日本大学野球選手権大会 出場5回、優勝4回（1953年、1957年、1958年、2017年）

第66回大会 立大優勝（59年ぶり4回目 2017年6月11日撮影）

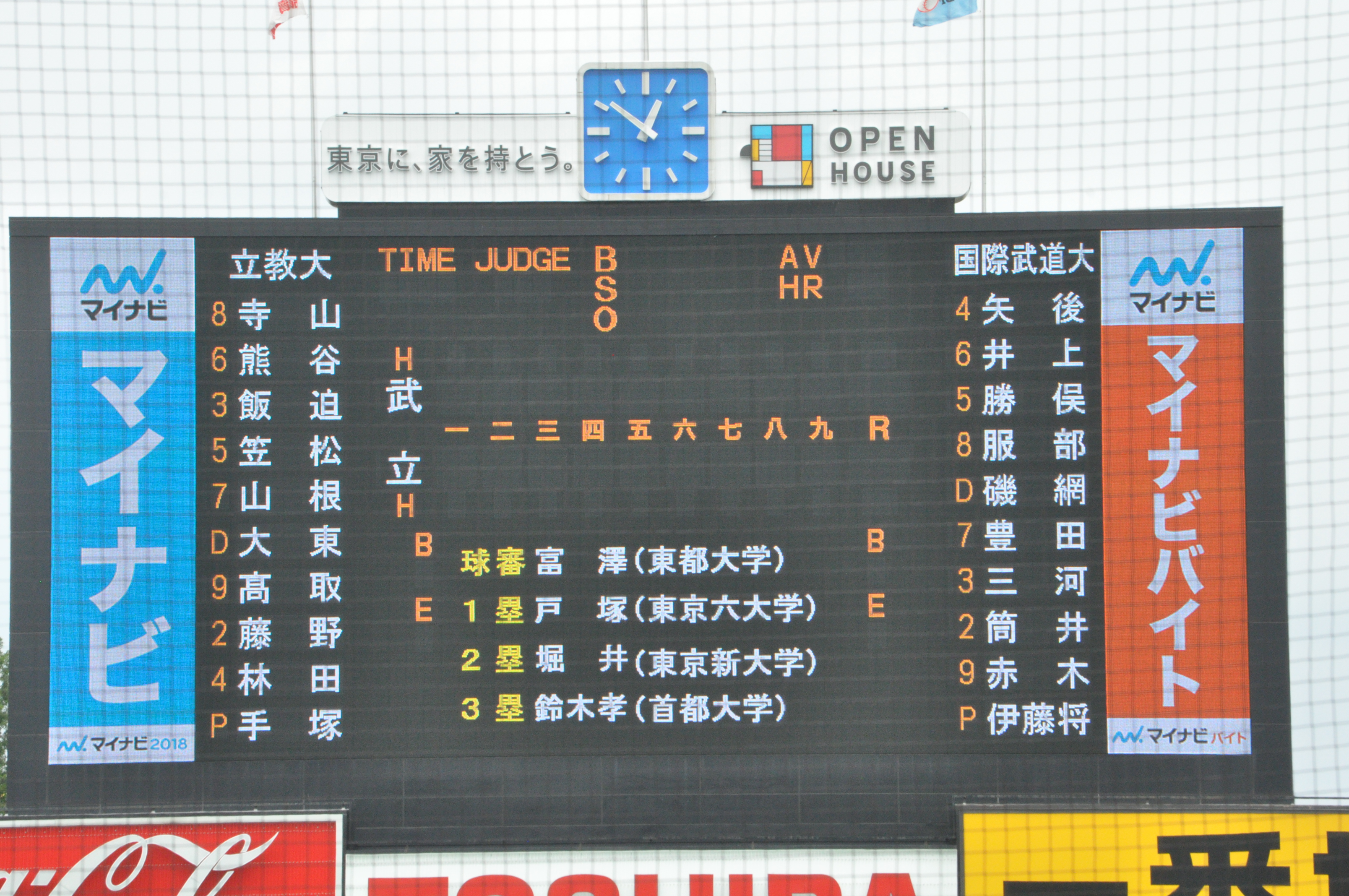
スコアーボードの先発メンバー
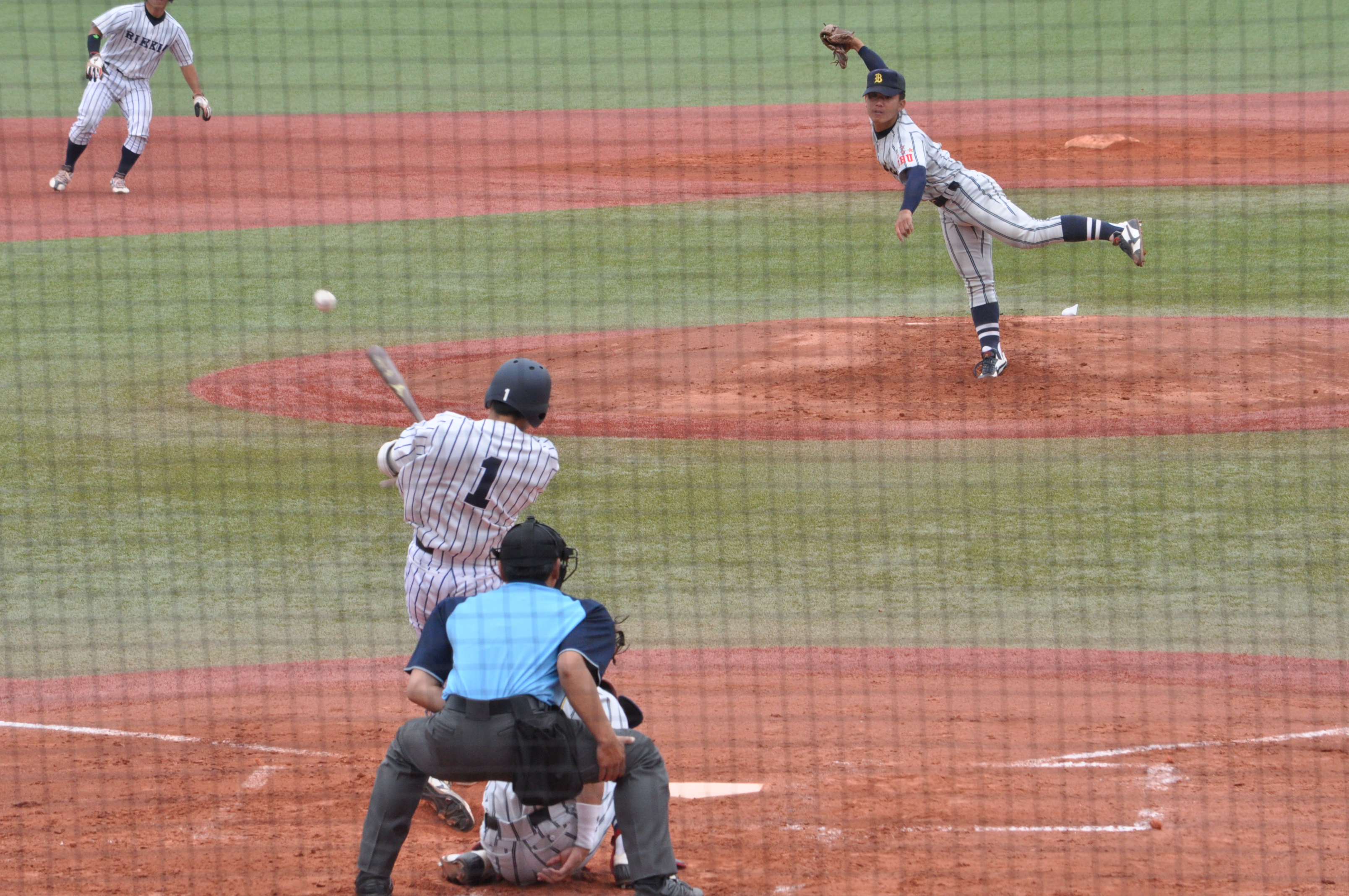
1回裏立大 山根選手2点適時打の打席
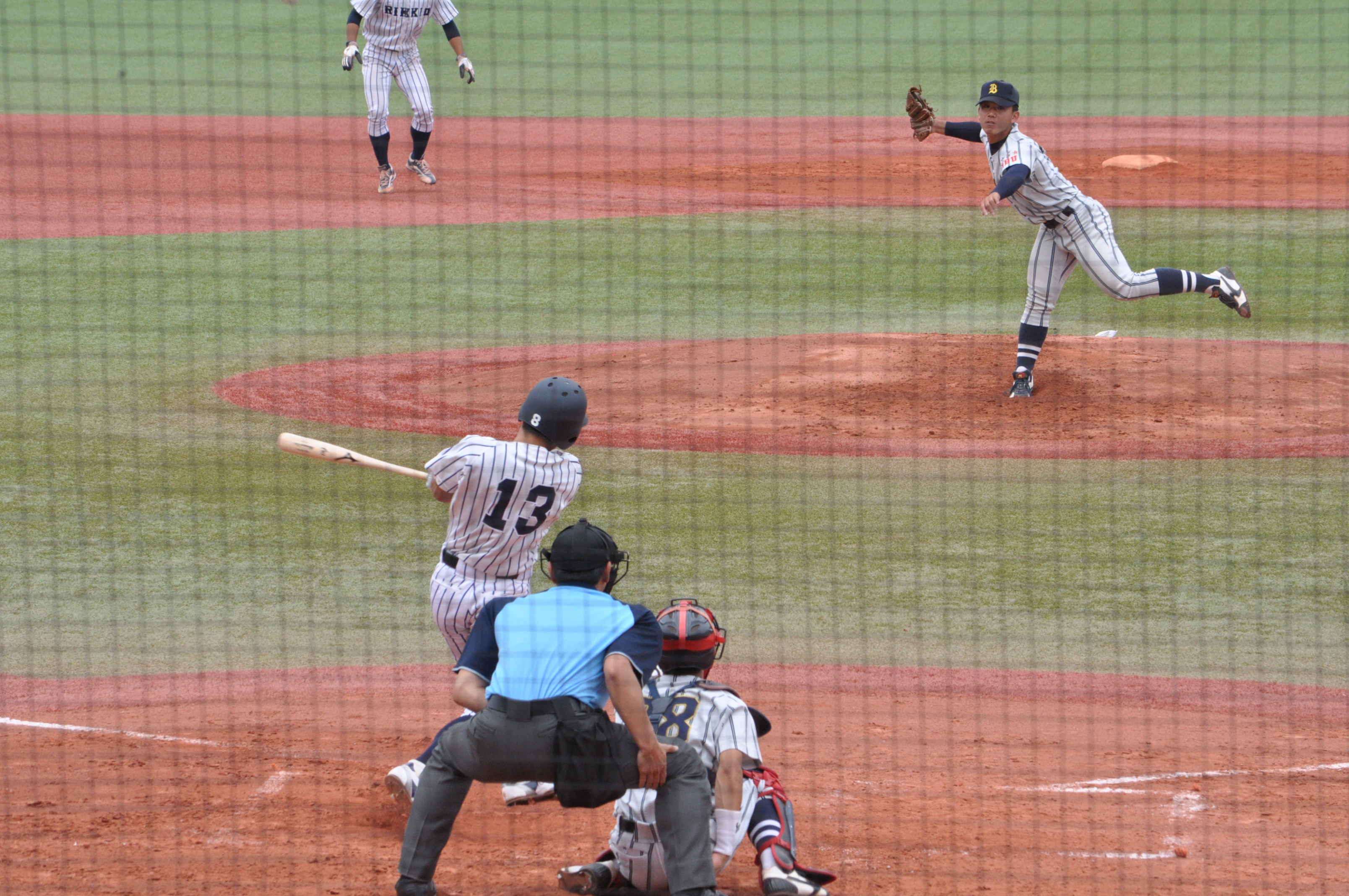
同左 大東選手3点ホームランの打席
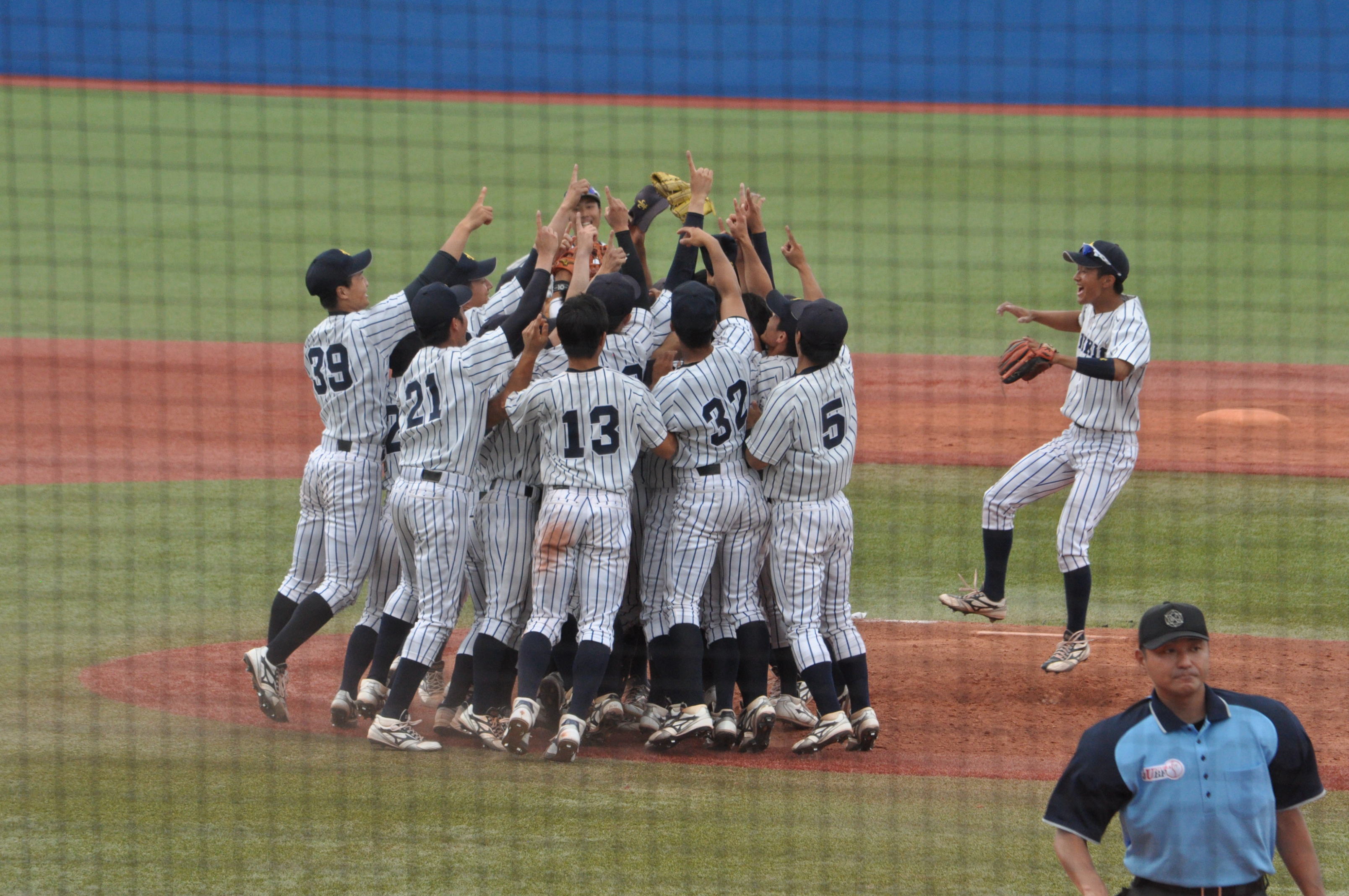
9回表立大 優勝決定の瞬間
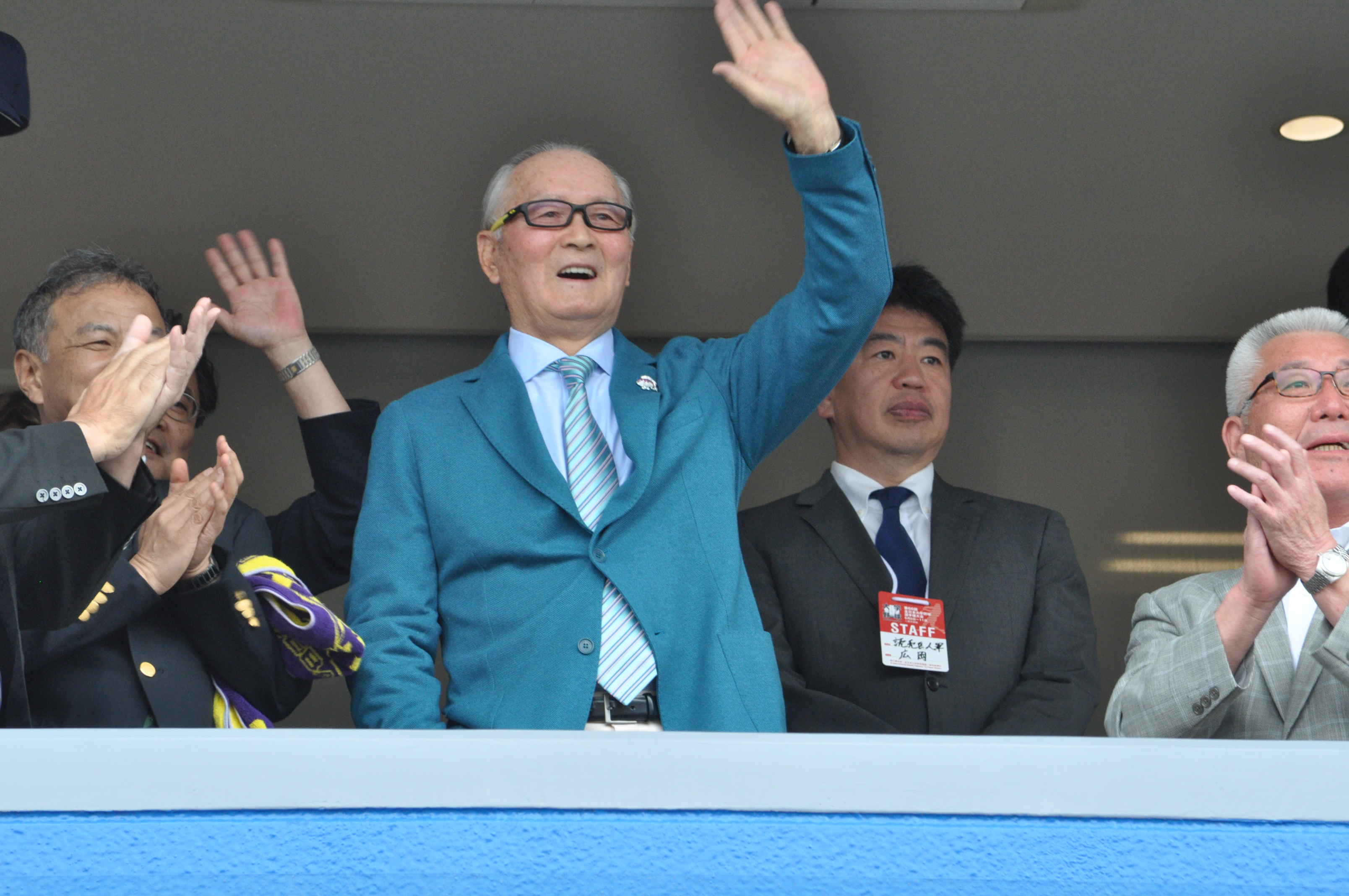
貴賓席で喜ぶ長嶋茂雄
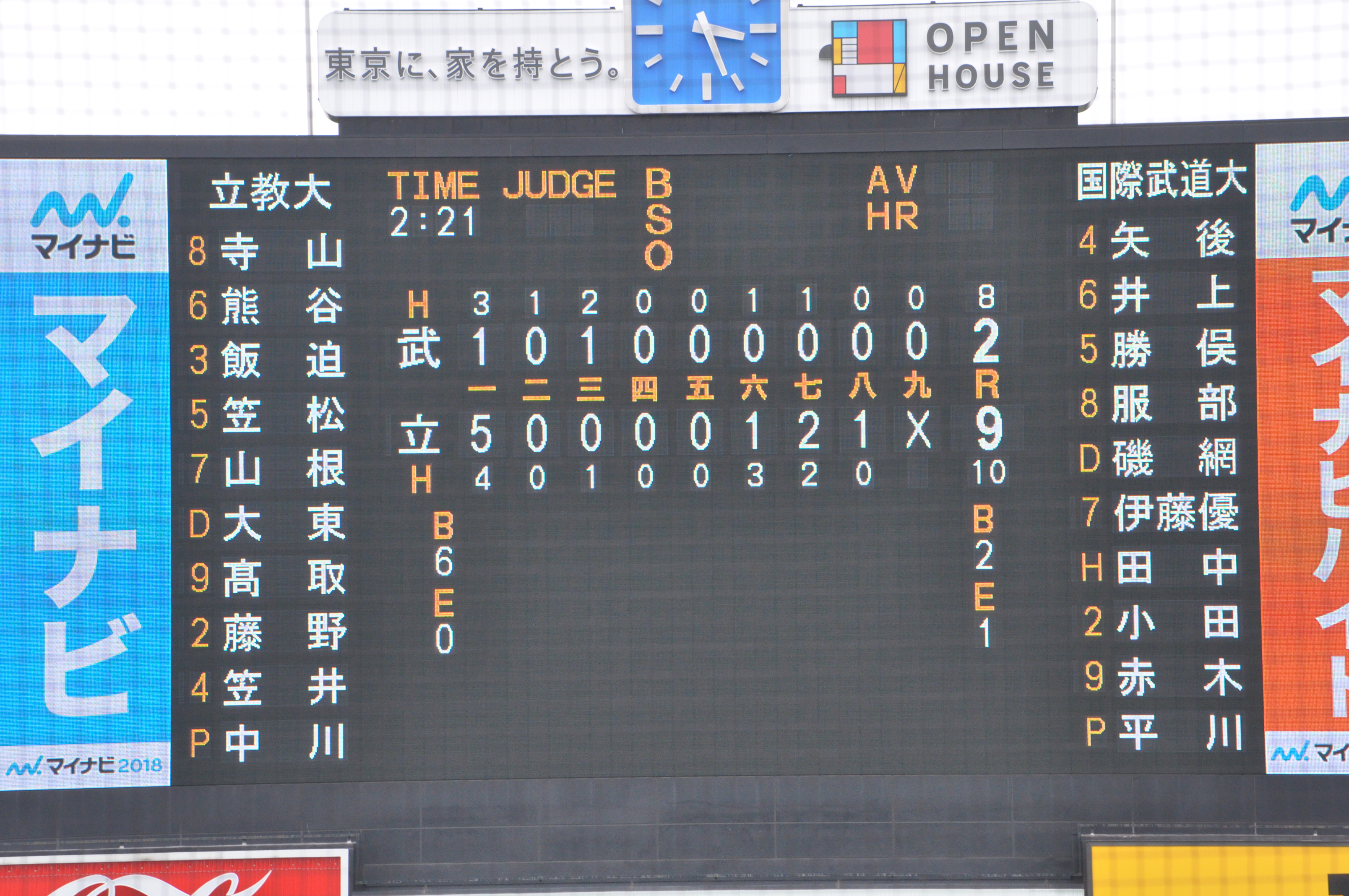
スコアーボード
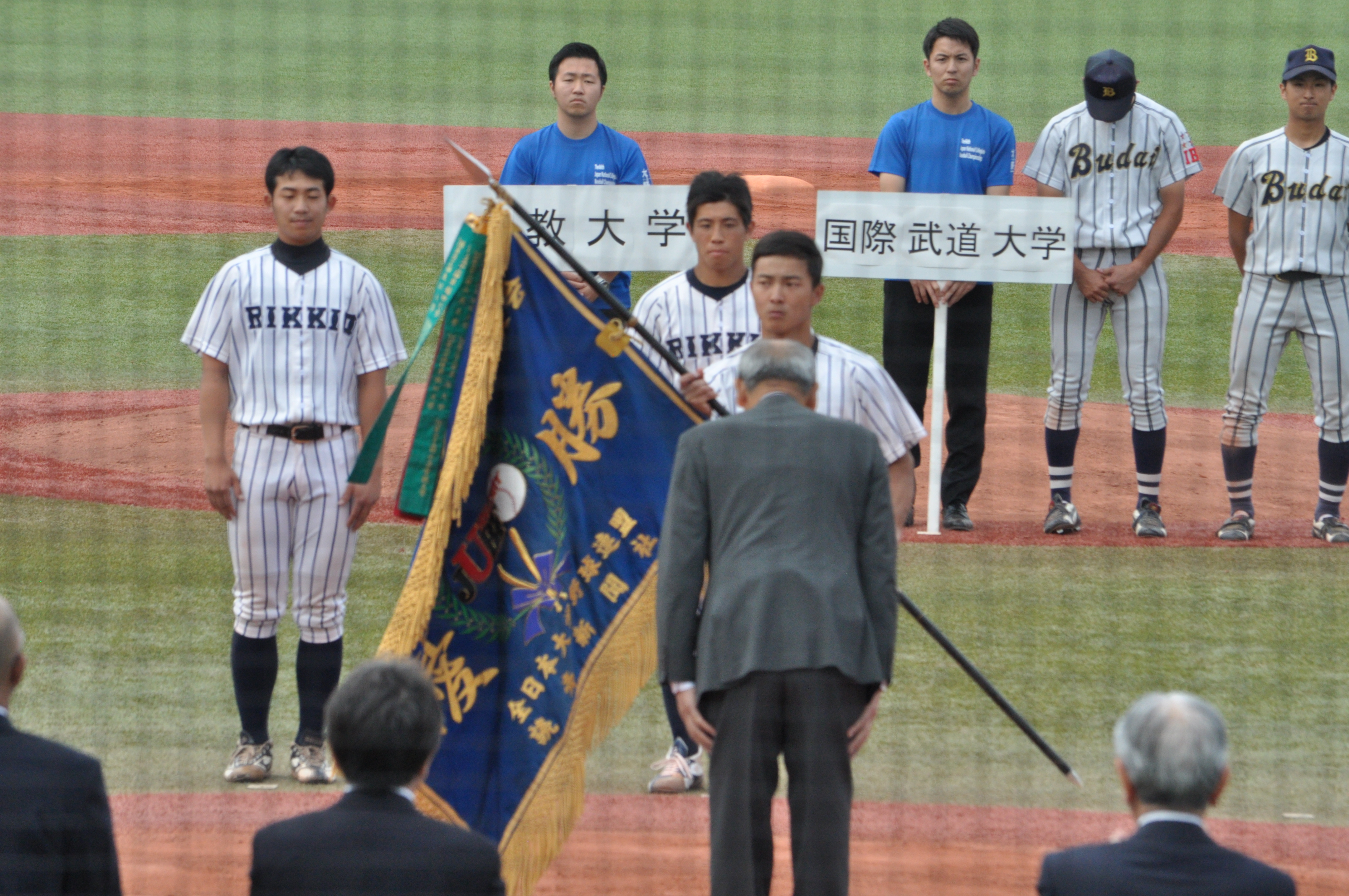
表彰式 優勝旗、優勝杯、優勝盾
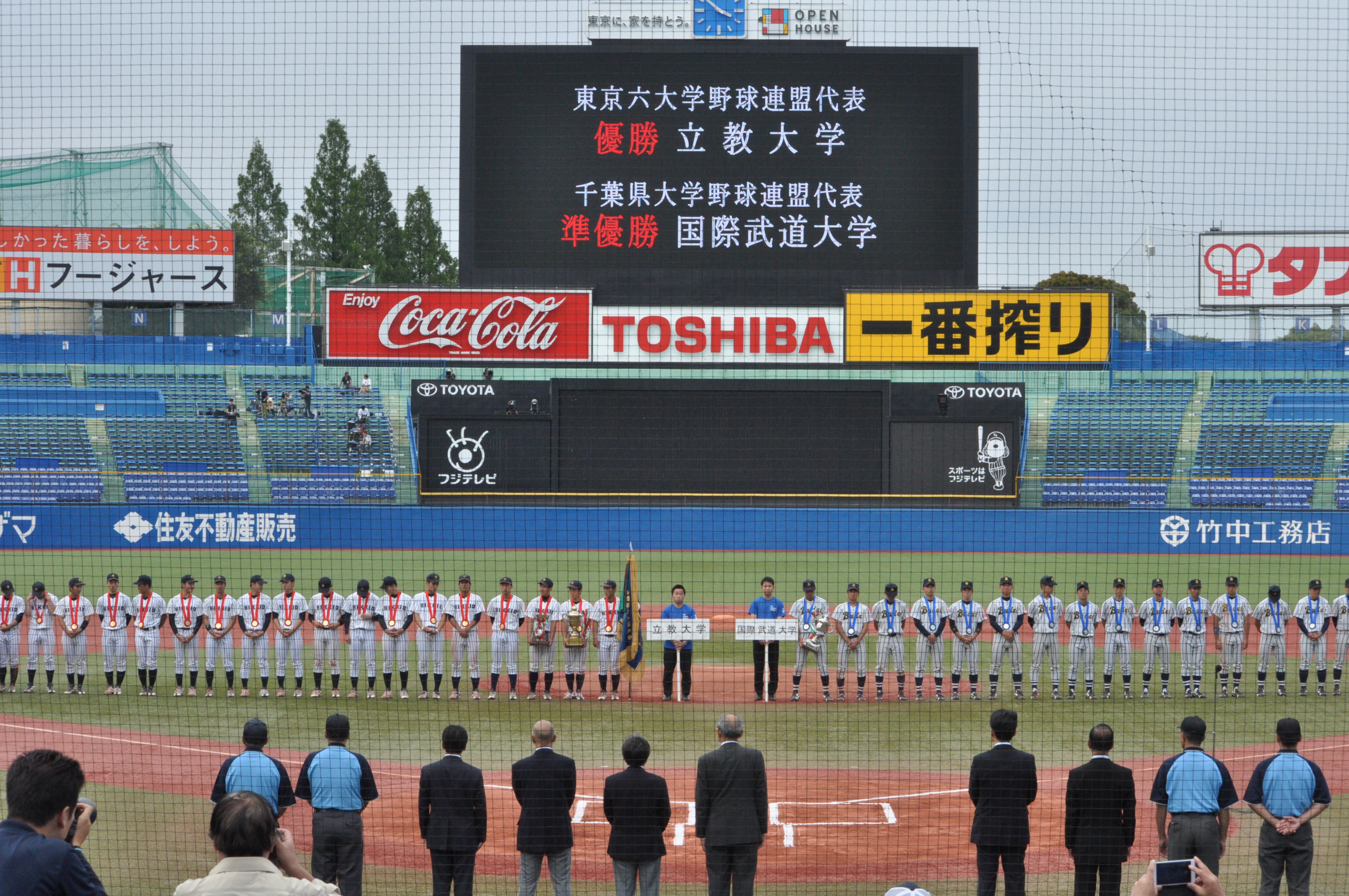
表彰式 優勝立教大学、準優勝国際武道大学
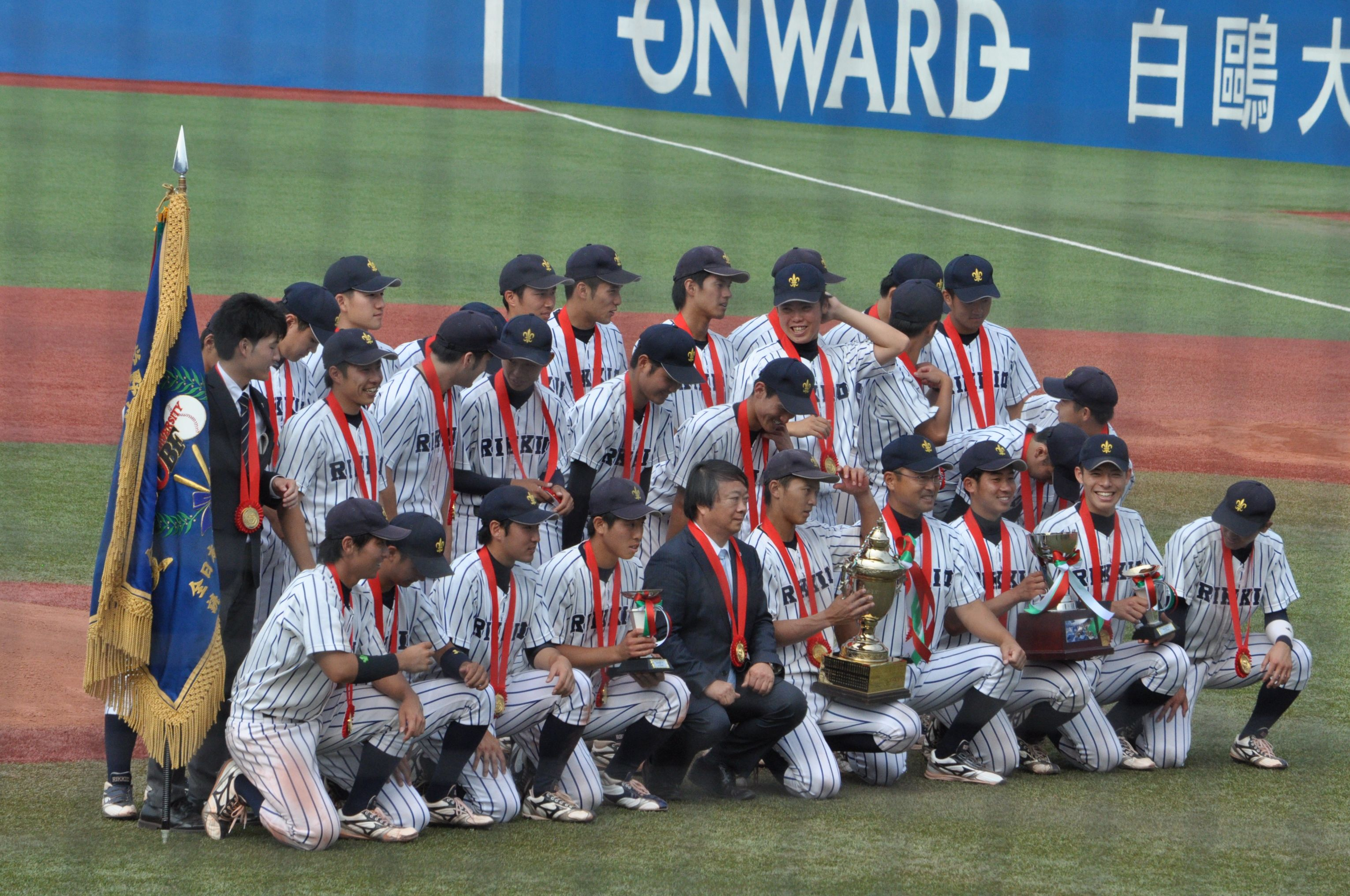
立大の優勝記念撮影

- 明治神宮野球大会 大学の部 出場3回、優勝なし、準優勝2回
- 明治神宮競技大会野球競技 大学の部 優勝1回
- 日本学生野球協会結成記念野球大会 大学の部 優勝1回

※獲得タイトルは、東京6大学野球リーグで歴代5位の計19回である。

## エピソード

### 「RIKKIO」の謎
本来立教大学の英語表記は「RIKKYO University」が正しいが、本野球部のユニフォームは前述の通り「RIKKIO」の表記が使われている。この理由にはいくつかの説がある。
- 戦前のローマ字表記では「きょう」を「KIO」と表記していたことから、当時からの伝統を重んじたもの[36]。実際1936年に日本初のヒマラヤ山脈遠征を行った立教大学登山隊が当時使用していたテントに「RIKKIO UNIV ALPEN VEREIN」の表記が見られるほか[37]、立教大の他のスポーツ部でも「RIKKIO」表記を使用する例が見られる[38]。
- 東京海上日動の英語表記および会社ロゴにある表記も「TOKIO MARIN NICHIDO」であり、「TOKIO」の表記が古くから使われている。
- 東京の英語表記は「TOKYO」であるが、現在もドイツ語やスペイン語、フィンランド語など非英語圏では「TOKIO」の表記が多く使われている。
- 「RIKKYO」表記だと左右のバランスが悪いので、「Y」を「I」に置き換えてみたところバランスが良くなったため[36]。本野球部では公式サイトでこの説を採用している[35]。ちなみに「RIKKIO」がユニフォームに初採用されたのは1920年（大正9年）[35]。

ただし一般的な表記ではないため校正に引っかかる等の問題もあり、2016年の東京六大学野球の告知ポスターではその点がネタにされたこともある。

### 野球部主催の校内野球大会
昭和初期には野球部が主催する校内野球大会が開催されており、各学年ごとに1チームが組織され、試合会場となった長崎球場で熱戦が繰り広げられた。

### 作詞家・サトウハチロー

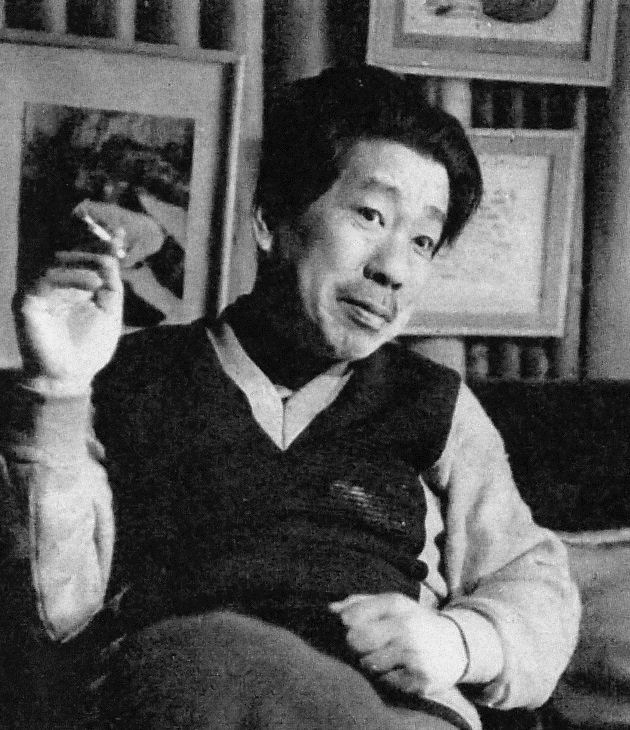
サトウハチロー（昭和を代表する作詞家、旧制立教中学出身）
無類の野球好きで、飛田穂洲とも親交が深かった。

戦後初のヒット曲である「リンゴの唄」や「ちいさい秋みつけた」「うれしいひなまつり」など手掛けた作詞家のサトウハチローは無類の野球ファンであったが、立教大学野球部が1957年（昭和32年）に東京六大学野球リーグの春季で完全優勝した際には、立教出身であったハチローは、立教大学新聞の優勝特集号に掲載された座談会にゲストとして登場し、優勝した選手たちと語り合った。また、ハチローは西條八十（姉妹校・奈良英和学校出身、早稲田大学応援歌・紺碧の空審査員）の弟子であり、第三応援歌『若き眉』の作詞を行った清水みのるの先輩としても知られる。

ハチローは野球部中興の祖である飛田穂洲とも親交が深く、1967年（昭和42年）1月には、水戸一高のグラウンドを見下ろせる坂の頂に、穂洲の胸像とともに「飛田穂洲先生を偲ぶ」と題されたサトウハチローの詩碑が建立されている。

### 名物男・魚屋のおじさん
立教生の間で『魚屋のおじさん』で親しまれていた吉田伝吉（豊島区千早町2-28）は、1966年（昭和41年）に野球部が春季リーグ戦で優勝した際の発行された立教大学新聞（優勝特集号）にも喜びの声が記事として取り上げられるほどの有名なファンであった。吉田は1925年（大正14年）に東長崎グランドが出来た頃から40年以上通うほどの野球部の往年のファンであり、グランドが家のそばだったことから、幼少の頃から親切にしてもらい熱心なファンとなった。吉田とともに優勝を分かち合った仲間も、同じく幼いころからグランドの世話になり、合宿の飯炊きも行うなど、野球部の選手たちと近しい間柄となり、当時は学生や教職員、卒業生だけでなく、地元も街ぐるみで野球部を応援する環境があった。
1966年の春季優勝が決定した日の夜の池袋西口界隈は、歓喜の声が渦巻き、界隈のバーや飲食店には祝優勝のビラが貼られ、勝利の歌声と往来行き来する立教生やファンによるスクラムの跡が絶えなかった。そうした中で夜8時から東武デパートの屋上で開催された祝勝会に吉田も参加し、狭い屋上には約千人の学生がひしめき合う中、名物男である吉田の胴上げも選手の胴上げとともにいつまでも続き、喜びと笑いの詰まった祝勝会となった。

## 主な出身者
Category:立教大学野球部の選手も参照。

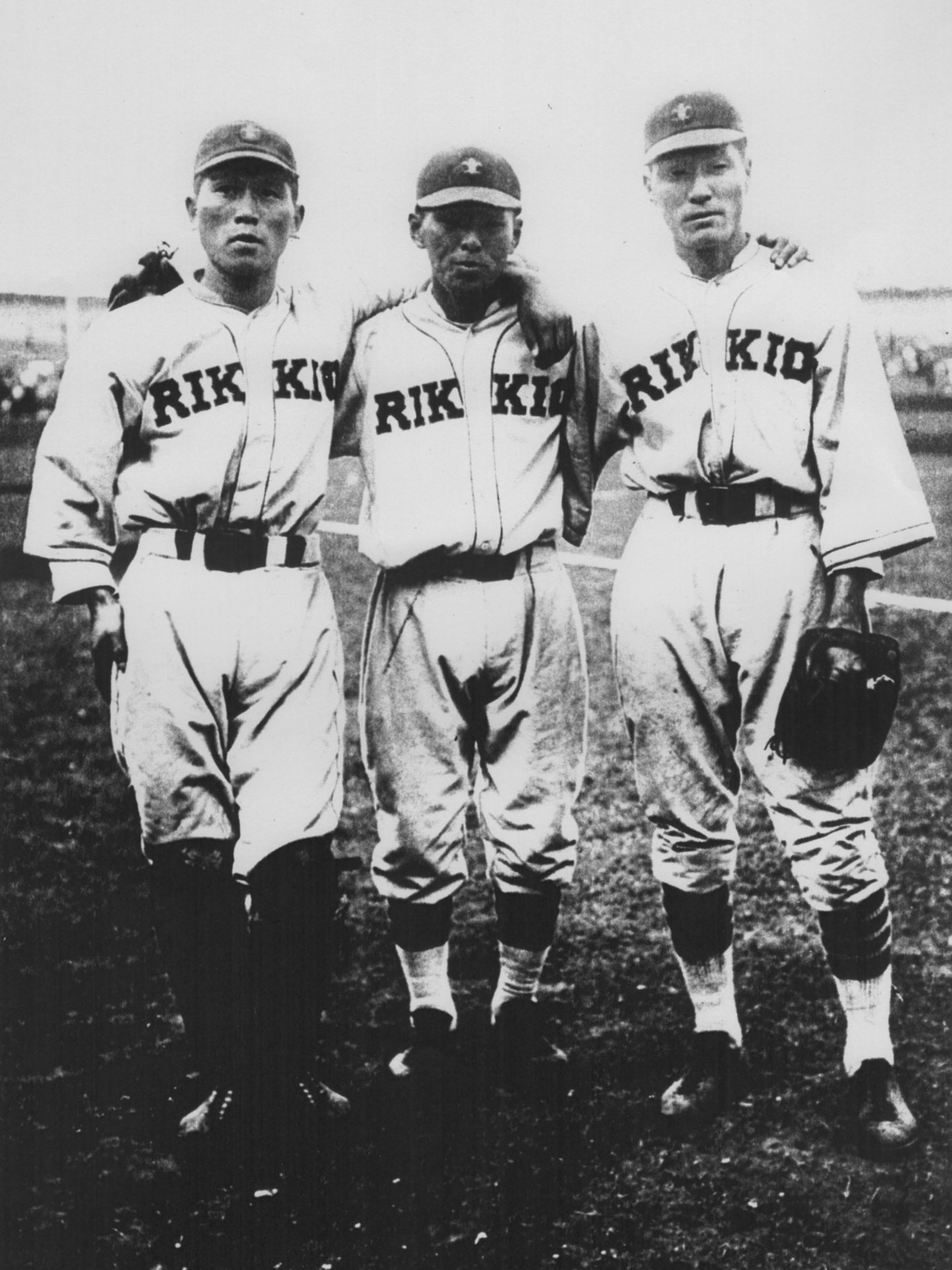
立教大学初優勝時（1931年）の主力選手
左から桃瀬和夫、菊谷正一、関口慶一郎

- 坪内道典 - 外野手、大東京・中日監督、野球殿堂、松山商・天王寺商出身 / 立大中退にて大東京軍入団
- 佐川直行 - 捕手、戦後銀行員から大映・中日・阪神の各球団スカウト、札幌商出身
- 景浦將 - 外野手・投手、阪神、野球殿堂、松山商出身 / 立大中退にて大阪タイガース（阪神）入団。45年フィリピンの戦いによりルソン島で戦死
- 西郷準 - 戦前期の剛速球投手、打者としても通算3割、鹿児島二中出身 / 西郷隆盛の孫、同上ルソン島で戦死
- 田部輝男 - 内野手、西日本パイレーツ・西鉄・芝浦工大監督、広陵中出身
- 好村三郎 - 主将・投手、毎日新聞・東海大学教授、灘中出身
- 綱島新八 - 外野手、大映・松竹・洋松、PL学園高校・拓殖大各監督、高崎商業出身
- 西本幸雄 - 主将・内野手、大毎・阪急・近鉄各監督、和歌山中出身
- 砂押邦信 - 投手、国鉄・立大各監督、水戸商業出身 / 地獄の「千本ノック」で知られ、現在の縦縞ユニフォームの考案者、47年卒
- 大沢貞義 - 内外野手、熊谷組（ノンプロ）監督、松江商業出身
- 矢野祐弘 - 投手・外野手、西条高校・亜細亜大各監督、西条高（西条中）出身、50年に大学2年中退
- 篠原一豊 - 主将・外野手、熊谷組、立大・本田技研（ノンプロ）各監督、防府中出身 / 51年秋季首位打者、53年卒
- 大沢啓二 - 外野手、南海・日本ハム監督、神奈川商工出身、56年卒
- 古田昌幸 - 内野手、熊谷組監督、九州学院高出身
- 東実 - 投手、南海、和歌山海南高出身、57年卒
- 堀本律雄 - 投手、巨人・大毎・東京オリオンズ、桃山学院高出身 / 大学時代は東実・杉浦らに隠れ控え
- 矢頭高雄 - 内外野手、大映・大毎・東京オリオンズ、都留高出身、
- 長嶋茂雄 - 内野手、巨人監督、野球殿堂、巨人軍終身名誉監督、佐倉一高出身、58年卒
- 杉浦忠 - 投手、南海監督、野球殿堂、挙母高出身
- 本屋敷錦吾 - 内野手、阪急・阪神、芦屋高出身
- 拝藤宣雄 - 投手、広島、境高出身 / 同期杉浦と投の二本柱
- 片岡宏雄 - 捕手、中日・国鉄・ヤクルトコーチ及びスカウト、浪華商業出身、59年卒
- 高林恒夫 - 外野手、巨人・国鉄、立教高出身、60年卒
- 森滝義巳 - 投手、国鉄、兵庫高出身 / 下記五代らと立大4連覇に貢献
- 稲川誠 - 投手、大洋、修猷館高出身
- 浜中祥和 - 内野手、大洋・中日、若狭高出身
- 種茂雅之 - 捕手、東映・阪急、静岡高出身
- 小西秀朗 - 外野手、国鉄・東京オリオンズ、秋田高出身
- 五代友和 - 投手、日本ビール（ノンプロ）、玉龍高出身、61年卒
- 安井勝 - 投手、丸善石油（ノンプロ）、中京商業出身
- 赤池彰敏 - 内野手、国鉄、静岡高出身、59年に2年中退
- 杉本公孝 - 内野手、国鉄・サンケイ・大洋、岩国高出身
- 青野修三 - 内野手、東映・南海・ロッテ、西条高出身、62年卒
- 丸山完二 - 内外野手、国鉄・サンケイ・ヤクルト・同コーチ、西脇高出身
- 寺本勇 - 外野手、大毎オリオンズ・プロ野球審判、芦屋高出身
- 畑俊二 - 内野手、電電東京（ノンプロ）、国士舘大・四国学院大各監督、呉阿賀高出身
- 土井正三 - 内野手、巨人・オリックス監督、育英高出身、65年卒
- 山口富士雄 - 内野手、阪急・大洋、高松商業出身、63年に2年中退
- 森本潔 - 内野手、阪急・中日、西条高出身、63年に2年中退
- 松本照夫 - 投手、阪急、栃木商業出身、64年に3年中退
- 槌田誠 - 捕手、巨人・ヤクルト、倉敷工業出身 / 六大学三冠王、67年卒
- 村上公康 - 捕手、西鉄・ロッテ、西条高出身、65年に2年中退
- 溜池敏隆 - 内外野手、ヤクルト・近鉄、興国商業出身
- 小川亨 - 内外野手、近鉄、宮崎商業出身、68年卒
- 谷木恭平 - 外野手、中日・北翔大監督、北海高出身 / 65年秋季首位打者
- 秋山重雄 - 内野手、近鉄、倉敷工業出身、69年卒
- 中沢春雄 - 内野手、近鉄、下妻一高、70年卒
- 阿天坊俊明 - 内野手、新日鐵室蘭（ノンプロ）、銚子商業出身
- 服部敏和 - 内外野手、近鉄・日ハム、静岡高出身、68年に2年中退
- 望月充 - 外野手、阪神・南海、静岡高出身、71年卒
- 横山忠夫 - 投手、巨人・ロッテ、網走南ヶ丘高出身 / 70年春の対東大戦でノーヒットノーラン、72年卒
- 坂口雅久 - 内野手、松下電器（ノンプロ）・立大監督、立教高出身、74年卒
- 村山修一 - 外野手、日本石油（ノンプロ）、立教高出身 / 通算12本塁打、75年卒
- 野口裕美 - 投手、西武ライオンズ、米子東高出身 / 孤軍奮闘し立大を支えた「セントポールの星」、83年卒
- 長嶋一茂 - 主将・内野手、ヤクルト・巨人、立教高出身、88年卒
- 矢作公一 - 内野手、日ハム、立教高出身、89年卒
- 黒須陽一郎 - 外野手、日本興業銀行、立教高出身、90年卒
- 溝口智成 - 内野手、リクルート・ローソン（ノンプロ）、立大・杏林大各監督、湘南高出身 / 山口高誉（立教高出身、立大最多通算19本塁打）や下記古内らと同期の91年卒（1浪）
- 古内義明 - 外野手、スポーツジャーナリスト・メジャーリーグアナリスト、磐城高出身 / 90年秋季リーグ戦優勝、同年の明治神宮大会の連続準優勝に貢献（同志社大に敗退）。サムライベースボール発行人、東京六大学野球オフィシャルガイドブック発行人。
- 川村丈夫 - 投手、元横浜ベイスターズ・同コーチ、厚木高出身 / 同期河村裕泰（土佐高出身）との「両カワムラ」が投の二本柱、95年卒
- 広池浩司 - 主将・投手・外野手、広島カープ、立教高出身 / 大学時代は外野手で4番兼主将、96年卒
- 早川大輔 - 主将・外野手、オリックス・千葉ロッテ・横浜ベイスターズ・オリックススカウト、船橋高出身、98年卒
- 上野裕平 - 投手、巨人、金沢辰巳丘高出身、01年卒
- 上重聡 - 主将・投手、日本テレビアナウンサー、PL学園高出身 / 2000年秋の対東大2回戦で完全試合[注釈 3]、同期多田野と投の二本柱、03年卒
- 多田野数人 - 投手、クリーブランド・インディアンス - 北海道日本ハムファイターズ、八千代松陰高出身
- 小林太志 - 投手、横浜ベイスターズ、富岡高出身、06年卒
- 戸村健次 - 投手、東北楽天、立教新座高出身
- 大城滉二 - 内野手、オリックス、興南高出身　※現役
- 澤田圭佑 - 投手、オリックス - 千葉ロッテ、大阪桐蔭高出身　※現役
- 田村伊知郎 - 投手、西武、報徳学園高出身　※現役
- 田中和基 - 外野手、東北楽天、西南学院高出身　※現役
- 齋藤俊介 - 投手、横浜DeNA、成田高出身
- 熊谷敬宥 - 内野手、阪神、仙台育英高出身　※現役
- 松本直樹 - 捕手、ヤクルト、丸亀高出身　※現役
- 中川颯 - 投手、オリックス・横浜DeNA、桐光学園高出身　※現役
- 荘司康誠 - 投手、東北楽天、新潟明訓高出身　※現役